# Streghe (serie televisiva 1998)
(Frase chiave delle sorelle Halliwell)
Streghe (Charmed) è stata una serie televisiva statunitense di genere fantasy, ideata da Constance Burge e andata in onda tra la fine degli anni novanta e la prima metà degli anni 2000. Più precisamente è stata trasmessa negli Stati Uniti dal 1998 al 2006 sul canale The WB, mentre in Italia dal 1999 al 2006 su Rai 2.
La serie segue le avventure delle sorelle Halliwell, Prue (Shannen Doherty), Piper (Holly Marie Combs), Phoebe (Alyssa Milano), e Paige (Rose McGowan) che viene introdotta solo a partire dalla quarta stagione. Le vicende narrano dalla loro scoperta di essere streghe moderne alla loro eredità magica verso le nuove generazioni della famiglia. Sono delle streghe particolarmente forti, poiché “predestinate” ad essere le tre più potenti della storia. Ognuna di loro è dotata di poteri magici individuali e risalenti alla Profezia narrata nel "Libro delle Ombre". L'unione delle loro facoltà costituisce il "Potere del Trio", fonte magica benevola potentissima volta allo scopo di proteggere gli innocenti dal male, dai demoni e dagli stregoni.
Considerata una delle serie fantasy più popolari di sempre, è stata trasmessa in ben 55 paesi. Nel 2006, al termine delle otto stagioni complessive, le è stato conferito il premio Academy of Motion Picture Arts and Sciences come serie più longeva della storia con tutte protagoniste femminili. Tra gli altri numerosi riconoscimenti ottenuti vi è anche un BAFTA Awards per l'eccellenza televisiva al noto produttore esecutivo Aaron Spelling. Nel 2010 il quotidiano online The Huffington Post ha inserito Streghe nella top ten delle più grandi serie televisive fantasy di tutti i tempi. È inoltre il quinto telefilm statunitense più visto nel ventennio 1991-2011 in Italia.

## Trama

La triquetra, simbolo del trio

Le tre sorelle Halliwell (Prue, Piper e Phoebe) vivono in una grande casa vittoriana ereditata dalla loro nonna e qui, nella notte dell'Equinozio d'autunno, scoprono che qualcosa di misterioso e ignoto è entrato a far parte della loro vita. Una serie di misteriosi indizi porta una di loro, Phoebe (la più piccola), a salire le scale dell'oscura soffitta dove, guardando in un baule, scopre un antico libro di stregoneria: il Libro delle Ombre. Recitata per curiosità una formula, lei e le sorelle ricevono i loro poteri magici, scoprendo di essere le Prescelte, discendenti di una lunghissima e potente dinastia di streghe buone. Costituiscono così un potere immenso e praticamente invincibile, destinato a crescere sempre più, e anche a rigenerarsi: la forza del Bene più forte mai vista, il Potere del Trio, reso quasi indistruttibile dal fatto che le Halliwell, prima ancora di essere streghe, sono sorelle e, inoltre, vivono nella stessa casa, un luogo che è fonte della più grande magia, posto a distanza esatta dai cinque elementi. Tramite le straordinarie e soprannaturali abilità di cui sono dotate, unite al prezioso aiuto del loro Angelo Bianco, Leo Wyatt (Brian Krause), le tre giovani donne sono destinate a salvare e proteggere innocenti combattendo contro il Male, che si manifesta in diverse forme.

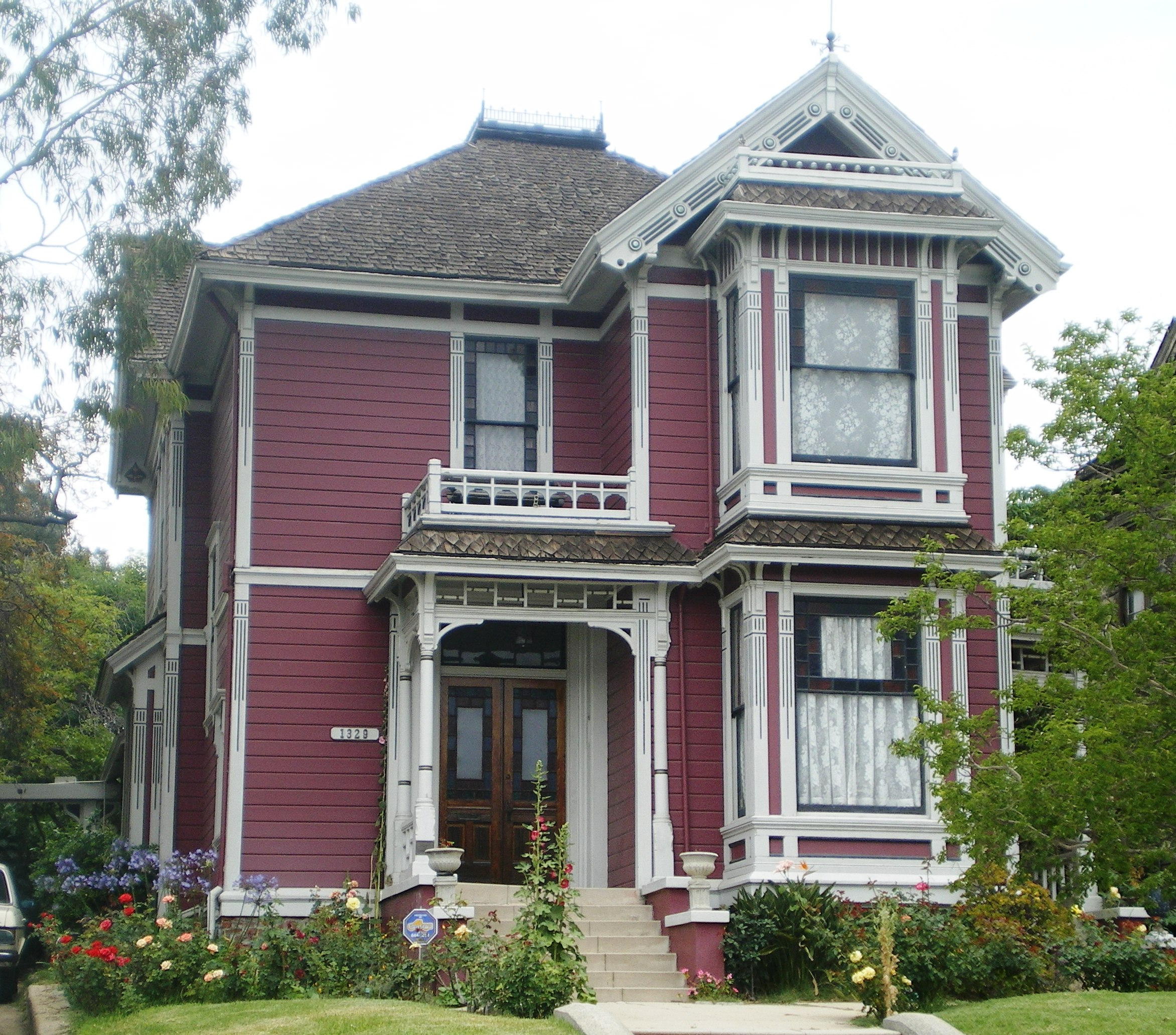
Casa Halliwell.

Dopo tante vittorie da parte del Bene, il Male prende il sopravvento, strappando la vita alla maggiore delle tre sorelle, Prue (interpretata da Shannen Doherty), per mano del demone Shax. Con lei, però, non viene affatto sepolto anche il potere del Trio. La sua terribile morte, infatti, sembra rientrare in un più alto e grande disegno: Piper e Phoebe sono destinate a incontrare una nuova sorella, Paige Matthews (impersonata dall'attrice Rose McGowan), con la quale maturare e consolidare, fino a rendere invincibile il loro rinnovato potere. Paige è, più precisamente, la loro sorellastra, adottata fin dalla tenera età da una buona famiglia mortale, perché nata dall'impossibile e illecita relazione tra la madre delle sorelle, una strega, e il suo angelo bianco; i legami sentimentali tra streghe e Angeli Bianchi sono infatti proibiti dalle leggi degli Anziani.
In seguito anche Piper infrangerà questa regola sposando Leo, dal quale avrà due figli maschi, Wyatt (il cui nome di battesimo deriva dal cognome del padre, mentre il secondo nome, Matthew, prende spunto dal cognome della famiglia adottiva di Paige) e Chris (il cui nome deriva dal padre di Leo).
Questi due uomini "magici" sono i primi della famiglia, fino ad allora caratterizzata esclusivamente da donne che si trasmettono il cognome – ecco perché ogni tanto ci si riferisce a Paige Matthews come Paige Halliwell (per esempio, nell'album di figurine ufficiale).
Nell'ultima stagione le tre potenti streghe accettano d'insegnare tutti i trucchi del mestiere alla loro protetta Billie Jenkins.
Mantenendo la loro identità paranormale e segreta separata dalla loro vita normale, viene a crearsi nella serie un insieme "di tensione e di sfide" – come l'esposizione della magia – che hanno conseguenze sui rapporti e che hanno portato a un certo numero di forze di polizia e di indagini dell'FBI durante la serie.

### Prima stagione
Tre sorelle (Prue, Piper e Phoebe), dopo la morte della loro nonna, che lascia loro una splendida casa vittoriana a San Francisco, scoprono di avere dei poteri magici.
Fino ad allora le tre sorelle non sapevano di possederli poiché, ancora piccole, ne furono private dalla nonna, che fu costretta a farlo per proteggerle dallo stregone Nicholas. Poco tempo dopo, la madre venne uccisa da un demone e così la nonna si trovò a crescerle da sola. Il padre delle bambine infatti, stanco dei continui scontri con la suocera e sentendosi inadeguato a proteggerle poiché privo di poteri magici, se ne andò da casa e uscì dalla vita delle figlie.
La nonna aveva intenzione di restituire loro i poteri una volta cresciute, ma poi si erano venuti a creare pesanti conflitti tra Prue e Phoebe e visto che tali poteri dipendevano dal loro legame di sorelle la nonna aveva deciso di privarle di questi per sempre, ma era morta prima di poterlo fare.
Una sera Phoebe, tornata da New York e raggiunte le sorelle nella casa vittoriana, si reca in soffitta e rovistando in un vecchio baule trova casualmente un grosso libro nero (denominato "Libro delle ombre") sulla cui copertina è inciso una Triquetra. Involontariamente, leggendo a voce alta la prima pagina (che si rivela essere una formula magica di scioglimento del legame pronunciato anni prima dalla loro nonna), conferisce a sé stessa e alle sue sorelle poteri soprannaturali. Questo evento muterà profondamente la loro vita: d'ora in poi non saranno più delle semplici sorelle ma le "prescelte", le streghe più potenti che il mondo abbia mai conosciuto (la capostipite della loro famiglia, Melinda Warren, prima di venire bruciata al rogo, fece un giuramento che diceva che con il passare del tempo la sua dinastia sarebbe arrivata a tre sorelle, le streghe più potenti al mondo). Ciò le porterà a scontrarsi continuamente con creature malvagie, quali demoni, stregoni, angeli neri.
Nonostante siano diventate streghe, le tre sorelle tentano di condurre una vita normale, ma ciò non risulta facile. Prue viene assunta dalla Casa d'Aste Buckland ma ignora che i suoi datori di lavoro, Rex e Hannah, sono in realtà dei demoni intenzionati a uccidere le sorelle. I demoni le attaccano sottraendo al trio i poteri: solo l'intervento di Leo, un ragazzo tuttofare che fa qualche lavoretto a casa Halliwell e che si rivelerà poi essere un Angelo Bianco, permetterà alle sorelle di riavere indietro i loro poteri ed eliminare i due demoni. Leo e Piper s'innamoreranno, ma questo sentimento sarà ostacolato in quanto non è consentita la relazione tra Angeli Bianchi e Streghe. Anche Prue s'innamora: inizia a uscire con il poliziotto Andy, un suo amico d'infanzia, ma la relazione è resa difficile dalle continue bugie che Prue deve dire per proteggere il suo segreto. Verso la fine della stagione Andy scoprirà il segreto delle sorelle e nel tentativo di salvarle dal demone Rodriguez morirà. I nemici principali nella prima parte della stagione sono Rex e Hannah, mentre nella seconda metà farà la sua prima comparsa Barbas, il demone della paura che darà molto filo da torcere alle sorelle nel corso degli anni. Nell'ultima puntata appare Rodriguez affiancato da Tempus, demone che manipola il tempo e assistente personale della Sorgente.
A chiudere la porta di Villa Halliwell è Prue con il suo potere telecinetico.

### Seconda stagione
È un anno che le sorelle sono Streghe e Abraxas, un demone molto potente che vive nel piano astrale, ruba alle sorelle il Libro delle Ombre (questo perché il piano astrale fisicamente coincide con la dimensione reale, e quindi è come se Abraxas fosse dentro casa con il libro; infatti il libro non può uscire dalla casa). Abraxas inizia a scorrere il libro dalla fine e a rimandare contro di loro demoni già sconfitti. Le sorelle, combattuti nuovamente i demoni, riescono a eliminarlo.
Prue è sconvolta dalla morte di Andy e inizialmente non vuole continuare la sua vita da Strega, ma presto capisce che la sua presenza è importante e decide di affrontare il dolore.
La continua assenza di Leo porta inevitabilmente l'avvicinamento tra Piper e Dan, il suo vicino di casa. Lei ama Leo, ma desidera più di ogni altra cosa una vita normale che Leo, in qualità di angelo bianco, non potrà darle. Ma il loro amore è più forte di qualsiasi altra cosa. Infatti, l'unico pensiero di Piper in punto di morte è rivolto a lui: quando la ragazza sta per morire a causa di una rara infezione, Leo la salva nonostante le leggi degli Anziani glielo vietino (il suo potere di guarigione può essere usato solo sulle ferite inflitte dalla magia oscura) e così Piper, svegliatasi dal coma, invoca il suo nome. Salvandola Leo perde i suoi poteri di angelo bianco e ciò potrebbe andare a vantaggio del suo rapporto con Piper: inizia così una specie di "scontro a triangolo" tra Dan e Leo per Piper. Dan comincia delle ricerche su Leo e in effetti scopre che l'angelo era sposato con una donna in passato: Piper incontra la donna, ma alla fine capisce quanto Leo fosse una brava persona e capisce quanto lo ama e quanto lui ama lei.
Le sorelle, per salvare una donna "maledetta" da un angelo nero, rischiano di perdere Prue che, tormentata dall'angelo nero, viene portata sull'orlo del suicidio; sarà Leo a salvarla fermando il malvagio angelo, e riavrà così i suoi poteri.
Prue ottiene il potere della proiezione astrale, ovvero la capacità di muoversi nel piano astrale trovandosi così in due punti diversi del globo.
Alle sorelle Halliwell spetterà anche il compito di aiutare un giovane prescelto, Kyle, a compiere il proprio destino, ovvero quello di eliminare la malvagia strega Tuatha.
Le Halliwell rivivranno inoltre una loro vita passata nella quale erano cugine e Phoebe aveva preso la via del male.
Nell'ultimo episodio della stagione, Piper è decisa a difendere la sua storia d'amore con Leo e quindi parte insieme a lui per andare dagli Anziani e chiedere il permesso di sposarsi.
A chiudere le porte di Villa Halliwell è di nuovo Prue con il suo potere telecinetico, ma sarà l'ultima volta per Prue.

### Terza stagione
Piper, partita con Leo verso il mondo degli Anziani, è scomparsa da più di un mese. Prue e Phoebe sono molto preoccupate, e oltretutto si trovano in difficoltà senza il potere del trio, poiché devono affrontare dei demoni custodi, che proteggono dei killer mortali. Quando le sorelle si trovano sulla scena del delitto finiscono in tribunale, dove Phoebe conosce Cole Turner, un procuratore, che in realtà è la forma umana di Belthazor, demone di livello superiore mandato dalla Triade, un gruppo composto da tre demoni di altissimo livello (e creatori del piano finale contro il Trio nell'ottava stagione).
Prima di scoprire che Cole è un demone, Phoebe si innamora di lui e questa storia durerà per molto tempo (fino alla quinta stagione), ma quando Prue e Piper scoprono la sua vera identità decidono di eliminarlo. Phoebe invece, nonostante rimanga sconvolta nello scoprire la verità, decide di fidarsi quando lui le giura di essere cambiato e di voler stare dalla parte del bene, quindi fa credere alle sue sorelle di averlo ucciso, ma in realtà lo lascia andare.
Cole in effetti ama veramente Phoebe e per proteggerla elimina la Triade.
Leo chiede a Piper di sposarla, ma il matrimonio è impedito più volte dagli Anziani: l'amore tra una strega ed un angelo bianco è difatti assolutamente proibito, poiché si ritiene che potrebbe interferire con il loro compito di proteggere gli innocenti. Tuttavia Piper e Leo riescono a dimostrare che metteranno sempre al primo posto la loro missione, così finalmente gli Anziani danno il loro consenso. La tanto attesa cerimonia viene però involontariamente rovinata da Prue, che, presa da un desiderio di vita senza responsabilità, perde il controllo della propria proiezione astrale. Infine, dopo tante peripezie, i due innamorati riescono finalmente a sposarsi.
Successivamente Cole decide di infiltrarsi in una confraternita di demoni di cui in passato aveva fatto parte, in modo da fornire informazioni alle Halliwell su di essa, ma quando il capo scopre il doppio gioco di Cole, pronuncia un incantesimo che apparentemente lo riporta dalla parte del male.
Questo è in parte una delle cause della futura morte di Prue.
Mentre Phoebe è presa da una grande sofferenza per la fine della sua storia con Cole, è vittima dell'incantesimo di una Banshee, che attacca proprio le persone che stanno soffrendo, e si trasforma lei stessa in una Banshee. Sarà lo stesso Cole, chiamato in aiuto da Piper, ad aiutare Phoebe ad annullare l'incantesimo.
Nell'episodio conclusivo della stagione (Il segreto svelato) le sorelle saranno attaccate da Shax, demone di livello superiore e assassino fidato della Sorgente.
Lo scopo di Shax è uccidere il trio e un importante dottore della città.
Shax ferisce gravemente Prue e Piper, ma Phoebe, presente all'attacco, con un incantesimo riesce a cacciare momentaneamente Shax e a chiamare Leo per guarire le sorelle.
A questo punto Phoebe si reca negli Inferi per far tornare Cole dalla parte del bene e riesce nell'impresa; Prue e Piper, invece, escono in strada per trovare tracce di Shax e per annientarlo una volta per tutte, ma nel farlo vengono riprese da una telecamera locale mentre usano i loro poteri: il segreto è svelato. Casa Halliwell viene circondata da manifestanti e Piper viene uccisa con un colpo di pistola da una di questi. L'unico modo per salvare Piper e evitare che la magia (sia buona che malvagia) venga scoperta, è far rimandare indietro il tempo dal demone Tempus, sconfitto ma non eliminato dalle sorelle due anni prima. Così, Cole fa un patto con La Sorgente, che accetta di far usare i suoi poteri a Tempus e di permettere a Cole di avvisare Piper e Prue del pericolo, ma pretende che Phoebe rimanga negli Inferi. Phoebe, non avendo alternative, accetta. In realtà La Sorgente ha un piano ben diverso: una volta riavviato il tempo, avrebbe fatto uccidere Phoebe ed avrebbe impedito a Cole di avvertire Prue e Piper dell'imminente attacco di Shax.
Il tempo si riavvia, Shax attacca senza che Cole e Phoebe possano intervenire e così Prue e il dottore muoiono e Piper resta gravemente ferita.
A chiudere le porte sarà proprio il potente Shax con una folata di vento.
In questa stagione Phoebe ottiene il potere della levitazione, Piper dell'accelerazione molecolare (proprio nelle ultimissime puntate) e poco prima di venir uccisa da Shax, sembra che Prue riesca ad avvertire l'arrivo di un demone, come disse lei tramite un brivido.

### Quarta stagione
Il tempo si è riavviato e Shax ha attaccato, Phoebe come accordo sarebbe dovuta rimanere negli inferi per salvare la vita di Piper. Il piano della sorgente era quello di intrattenere Phobe negli inferi per poi ucciderla e mandare Shax a uccidere le sue sorelle. L'oracolo della sorgente però non aveva previsto che negli inferi c'era Leo che salverà Phoebe e la riporterà a casa. Leo arriva appena in tempo per salvare Piper, gravemente ferita ma purtroppo troppo tardi per salvare Prue e il dottore. Piper e Phoebe, addoloratissime per la perdita della sorella maggiore, tentano in ogni modo di riportare Prue in vita: quando Piper pronuncia l'incantesimo per ritrovare una strega perduta si mette in moto una serie di eventi che porteranno Paige Matthews, una giovane ragazza, al funerale di Prue. Proprio qui Phoebe ha una visione dove vede Paige attaccata da Shax, ancora in vita; così insieme a Cole decide di salvarla e di controllarla da un tetto poco distante al tetto del palazzo dove Paige si trovava con il suo fidanzato. I fatti si svolgono come nella visione, e Shax attacca Paige, ma stranamente lei orbita. Per cercare di sapere chi sia davvero Paige, Phoebe manda Leo dagli Anziani, mentre Cole va a infiltrarsi negli Inferi, dove viene a sapere che secondo la Sorgente Paige potrebbe ricostituire il Potere del Trio. Piper, turbata e arrabbiata, invoca la mamma e la nonna e tutti insieme scoprono la verità: Paige è la loro sorellastra minore, figlia di Patty (la mamma delle Halliwell) e Sam, il suo Angelo Bianco. Paige era stata affidata, appena nata, ad una famiglia di brave persone poiché Patty e Sam avevano paura che gli Anziani avrebbero sequestrato la bambina (essendo vietato prima di Piper e Leo un rapporto tra Protetta e Angelo Bianco).
Le sorelle si incontrano e, ricostituito il loro Potere del Trio, sconfiggono Shax.
La Sorgente cerca di portare Paige dalla sua parte basandosi su un antico patto fatto tra Bene e Male, che prevedeva che ogni nuovo essere magico aveva 48 ore di tempo per decidere che via prendere, ma Paige sceglie la via del bene e accetta la condizione di metà Strega e metà Angelo Bianco. Possiede tutti i poteri di un Angelo Bianco (anche se li maturerà con il tempo e per ora ha solo l'orbitazione) e la telecinesi orbitante (lo stesso potere che aveva Prue, ma con una variante "angelica").
Piper è distrutta dalla morte della sorella maggiore e all'inizio fatica ad accettare Paige, ma quando quest'ultima si trasferisce a Villa Halliwell le cose migliorano.
Piper e Phoebe devono insegnare l'arte della magia a Paige molto presto: La Sorgente sta per attaccarle.
Nel frattempo, Cole, per eliminare un demone a lui molto simile, è costretto a trasformarsi in Belthazor, e dopo la trasformazione non riesce a tornare Cole, ma le tre sorelle grazie ad una pozione riescono ad eliminare la sua parte demoniaca, e Cole diventa così completamente umano. Proprio per questo chiede a Phoebe di sposarlo ed essa, dopo alcune incertezze, accetta.
La Sorgente attacca le Halliwell utilizzando il Potere del Vuoto (una forza al di sopra di tutto, un'energia capace di "risucchiare" potere buono e malvagio), ma Cole, proprio mentre le Halliwell stavano per essere uccise, le salva.
La Sorgente così sconfitta riesce ad approfittare del vuoto creatosi in Cole dopo l'eliminazione della sua parte demoniaca e prima di essere risucchiato anch'esso dal Vuoto finisce in Cole. Phoebe, ignara che Cole è la nuova Sorgente, lo sposa.
Più tardi Phoebe capisce di essere incinta, ma la creatura dentro di lei sarà destinata ad essere una delle più grandi forze del male ed inoltre il feto le dona poteri demoniaci, che convincono Phoebe a spostarsi dalla parte del male: così, Phoebe diventa la "regina delle tenebre". Purtroppo per Cole, alla fine Phoebe sceglie di ritornare dalla parte del bene e, seppur a malincuore, insieme alle sue sorelle e con il potere di tutte le antenate Halliwell lo elimina.
La Veggente ora trama per diventare la nuova Sorgente e per farlo avrà bisogno della creatura che cresce in Phoebe, quindi la trasferisce nel suo grembo. Durante l'incoronazione la Veggente tenta di usare i suoi poteri di Sorgente per uccidere le Halliwell, ma loro si difendono con il Potere del Trio che respinge indietro l'attacco, creando un vortice che risucchia la Veggente assieme alla creatura che porta in grembo e tutti i demoni presenti, eliminandoli.
Nell'ultimo episodio della stagione, Cole chiede aiuto a Phoebe in quanto si trova nel Demonic Wasteland, il luogo dove i demoni finiscono quando eliminati (lui è vivo perché il suo amore lo ha tenuto in vita). Nello stesso momento, un Angelo del Destino offre alle sorelle una ricompensa per aver sconfitto la Sorgente: potranno abbandonare i loro poteri e scomparire dal mondo magico, in modo da vivere una vita normale. All'inizio Paige è l'unica a non volere rinunciare ad essere una strega, ma alla fine anche Piper e Phoebe si convincono e così "la magia continua". In questo episodio le sorelle, aiutate da una proiezione di Cole, riusciranno ad eliminare un mortale cacciatore di Streghe. A fine episodio si vede che Cole è riuscito a tornare sulla terra grazie a dei poteri presi dai demoni che finivano nel Deserto Demoniaco.
Nell'ultima scena, l'Angelo del Destino comunica a Piper e a Leo che avranno un figlio e dopo aver dato la notizia, chiude le porte di villa Halliwell volando via.

### Quinta stagione
Piper è incinta. Cole, tornato dal Deserto Demoniaco, tenta in tutti i modi di riavere Phoebe, ma senza riuscirvi: nonostante non abbia ancora dimenticato Cole, la ragazza ha ormai capito che per loro non c'è futuro. Cole però non si rassegna e così, nell'episodio "Cento volte Streghe" (episodio 100 della serie in cui Cole, o meglio la sua forma demoniaca, compie 118 anni) si unisce alle Incarnazioni ottenendo enormi poteri, tra cui quello di creare realtà alternative. Divenuto anch'egli un'Incarnazione, con i poteri appena ricevuti Cole crea una realtà alternativa dove Paige non ha mai conosciuto le sorelle e dove quindi il Potere del Trio non si è mai ricostituito: è infatti convinto che se il trio non fosse stato riformato lui e Phoebe non si sarebbero lasciati. Tuttavia il piano di Cole fallisce in quanto Paige, che nel momento in cui Cole compie l'incantesimo stava orbitando, finisce in questa realtà alternativa e, dopo aver rivelato alle proprie sorelle ciò che era accaduto, riesce a convincerle a ricomporre il "Potere del Trio": dopo alcuni ripensamenti, Phoebe sceglie di eliminare definitivamente Cole, che scompare anche nella vita reale.
Piper, con grande sorpresa di tutti, partorisce un maschio che viene chiamato Wyatt Matthew Halliwell, destinato a diventare una delle più potenti forze magiche. Presto il piccolo sarà minacciato dalla malvagia Crone, intenzionata a rapirlo, ma le Halliwell riusciranno a proteggerlo.
A fine stagione le sorelle dovranno combattere con i Titani, Dei greci che vogliono vendicarsi con gli Anziani in quanto essi li avevano intrappolati secoli prima nei ghiacci artici.
Leo, nella speranza di salvare gli Anziani, trasforma le prescelte in dee greche e così le sorelle si trovano sia a dover resistere ai loro nuovi poteri da dee sia a dover combattere con i Titani.
Paige, non ancora divenuta dea, rischia di essere uccisa dai Titani, ma l'arrivo di un misterioso ragazzo dal futuro, Chris Perry, salva la situazione.
Leo viene premiato dagli Anziani per il suo gesto, e viene fatto diventare anch'egli un Anziano, ma in questo modo sarà costretto ad abbandonare Piper e Wyatt: Piper viene invasa da una tale furia che, unita ai suoi enormi poteri di dea, rischia di distruggere San Francisco, ma le permette di eliminare i Titani. Leo e Piper sono quindi costretti a lasciarsi e Leo, senza dire niente a Piper, decide di farle un incantesimo per non farle sentire il dolore della separazione.
Leo avverte Chris che gli Anziani, sebbene ancora non si fidino completamente di lui, lo hanno nominato nuovo Angelo Bianco del Trio, ma Chris, mentre Leo stava per orbitare dagli Anziani, lo manda in un'isola misteriosa.
Dopo aver compiuto questo gesto, chiude le porte di Villa Halliwell con il suo potere telecinetico (dal quale si può capire che lui non è un vero angelo bianco perché gli angeli bianchi non hanno questo tipo di potere).
In questa stagione Phoebe comincia la sua storia con Jason, il nuovo capo della rubrica e Paige lascia il suo lavoro per dedicarsi in pieno alla sua vita da Strega.

### Sesta stagione
Phoebe e Paige sono preoccupate per Piper, che stranamente è sempre allegra e non sembra risentire minimamente della separazione dal marito: in realtà la sua apparente indifferenza è dovuta all'incantesimo che Leo le ha fatto per preservarla dal dolore; egli aveva intenzione di farle poi ritrovare gradualmente i suoi sentimenti, in modo che la sofferenza fosse meno lacerante, ma essendo stato rapito non ne aveva avuto la possibilità. Le sorelle scoprono poi che Leo è imprigionato nell'isola Valhalla, anche se ignorano che sia stato Chris a mandarlo lì, e con l'aiuto di Darryl tentano di salvarlo. Piper però,
che a causa di un incantesimo andato male ha perso completamente la memoria, si unisce alle Valchirie (guerriere mitologiche che allenano spiriti di guerrieri per la battaglia finale tra bene e male) e rimane nell'isola Valhalla.
Sarà Phoebe, con il suo nuovo potere empatico, a risolvere la situazione. Quando Piper torna a casa decide di evitare di vedere Leo per un po', in modo da abituarsi alla sua nuova condizione di madre single.
Nel frattempo Paige, che nell'ultimo periodo si era dedicata totalmente alla magia, decide di ritornare a fare una vita più normale e sperimenta diversi lavori, che tuttavia ogni volta la portano ad imbattersi in qualcosa di magico. In seguito conosce Richard, un ragazzo che fa parte di una famiglia di streghe coinvolta da generazioni in una faida con la famiglia vicina, ma che era però fidanzato con la figlia dei "nemici". Paige aiuterà le famiglie, scoprendo che la defunta fidanzata di Richard, Olivia, sta alimentando la faida proprio per vendicare la sua morte e per avere Richard a tutti i costi. Le cose si risolveranno e Paige e Richard si innamoreranno, ma a causa dei problemi che Richard ha con la magia, la storia è destinata a finire.
Anche la storia tra Phoebe e Jason si conclude, poiché lui la lascia quando scopre che è una strega.
Nel frattempo Chris cerca in ogni modo di impedire ciò che sarebbe avvenuto nel futuro da cui egli proviene, ovvero che Wyatt divenga la più grande forza del male; a questo scopo dà la caccia ad ogni demone che ritiene possa rendere malvagio il fratello. Ma un altro grave pericolo minaccia Wyatt: Gideon, Anziano e direttore della Scuola di Magia (apparsa dietro una porta in casa Halliwell), ha intenzione di ucciderlo prima che diventi malvagio.
Intanto Phoebe e Paige scoprono che Chris è il futuro figlio di Piper e così devono far sì che Leo e Piper tornino insieme, altrimenti Chris cesserebbe di esistere.
Nell'ultimo episodio della stagione, Chris, convinto di aver compiuto la sua missione, decide di tornare nel futuro e Gideon finge di aiutarlo, ma in realtà lo spedisce insieme a Leo in un mondo parallelo dove bene e male sono invertiti e nel quale vivono gli alter ego malvagi delle persone buone e gli alter ego buoni delle persone malvagie: esiste infatti anche un Potere del Trio malvagio. Mentre Paige e Phoebe vanno nel mondo parallelo per riportare indietro Leo e Chris, a Piper si rompono le acque ed è costretta ad andare in ospedale, così Gideon ne approfitta per tentare di uccidere il piccolo Wyatt; le due sorelle vengono però avvisate dall'alter ego buono di Barbas, demone della speranza, che rivela loro il piano di Gideon, e così, aiutate anche dalle loro controparti malvagie, riescono a salvare Wyatt. Tuttavia l'apertura del portale tra i due mondi e le conseguenti azioni hanno stravolto l'equilibrio tra bene e male, trasformando entrambi i mondi; così quando Paige e Phoebe tornano a casa si ritrovano in un mondo dove tutti sono sempre allegri e seguono puntualmente le regole, ma ogni minima trasgressione viene punita con la morte. Gideon, non ancora sconfitto, nel tentativo di uccidere Wyatt ferisce a morte Chris, che muore tra le braccia del padre: Leo, furioso, uccide Gideon e tale atto ristabilisce l'equilibrio tra i due mondi.
A fine episodio Piper partorisce il piccolo Chris (nel futuro Chris non è morto poiché uccidendo Gideon Leo ha cambiato le cose) e le porte della sala parto si chiudono magicamente da sole.

### Settima stagione
Leo è divorato dall'odio per Barbas, che aveva aiutato Gideon nei suoi loschi piani, ed è ossessionato dall'idea che possa ancora rappresentare una minaccia per i suoi figli. Barbas, facendo leva sulla sua paura, lo induce ad uccidere l'Anziano Zola.
I problemi coniugali aumentano, in quanto Leo ha ormai perso la ragione. Phoebe e Paige decidono così di seguire Barbas fino negli Inferi, dove riescono ad eliminarlo definitivamente.
Nel frattempo, le Incarnazioni si dichiarano pronte per il loro obiettivo: creare Utopia, un mondo dove non esiste il Male; a tale scopo cercano di convincere Leo ad unirsi a loro, in modo che poi egli possa portare dalla loro parte anche le Halliwell. Quando Piper e Phoebe vengono uccise da un demone, le Incarnazioni si offrono di riportarle in vita, ma chiedono in cambio a Leo di diventare uno di loro, e lui per salvarle accetta.
Le sorelle, come gli Anziani, non si fidano delle Incarnazioni e le ritengono una minaccia, così quando scoprono che Leo è diventato uno di loro non la prendono bene. Leo allora ricorre all'aiuto di Kira, una veggente che mostra a Phoebe come sarebbe Utopia, un mondo senza male e senza demoni: riesce così a convincere le Halliwell a collaborare con loro.
Nel frattempo Paige conosce Kyle Brody, un agente federale esperto di magia, con il quale inizia una storia. Kyle nutre un profondo odio per le Incarnazioni, in quanto le reputa responsabili della morte dei suoi genitori, ed è deciso ad ucciderle tramite una rarissima pozione, che costituisce l'unico mezzo per eliminarle. Dopo un viaggio nel tempo con Paige, Kyle scopre però che in realtà furono dei demoni ad uccidere i suoi genitori; tuttavia, anche se finge di aver cambiato idea con Paige, è ancora intenzionato a distruggere le Incarnazioni e si allea con gli Anziani per portare a termine il suo obbiettivo.
Intanto alcuni demoni vengono a conoscenza del piano delle Incarnazioni, che per loro rappresenterebbe la fine, pertanto decidono di liberare un potentissimo demone, Zankou, imprigionato secoli prima dalla Sorgente che temeva la sua enorme potenza, e gli chiedono di aiutarli ad eliminare le Incarnazioni. Per fermare la trasformazione del mondo in Utopia, Zankou rapisce Kyle e lo convince ad allearsi con lui; Kyle riesce ad uccidere una delle Incarnazioni, ma nello scontro perde la vita.
Alla fine le sorelle uniscono i loro poteri a quelli delle Incarnazioni e così ha inizio Utopia. Tuttavia ben presto Leo si rende conto che questo mondo non è affatto come se lo aspettava: il libero arbitrio degli esseri umani è diventato praticamente inesistente e ogni persona che crei una qualsiasi forma di conflitto viene eliminata. Leo cerca quindi di avvertire le sorelle di ciò che sta veramente accadendo, ma loro, condizionate dalle Incarnazioni che influenzano i sentimenti di tutti, non gli credono. Egli è quindi costretto a sacrificarsi per riuscire a dimostrare la verità: sarà proprio la perdita di Leo a far avere a Phoebe una visione nella quale rivive i sentimenti dolorosi che le Incarnazioni avevano soppresso. Phoebe riesce a far ricordare tali sentimenti anche alle sorelle, e così, alleatesi con Zankou, fanno tornare indietro il tempo a prima che Utopia avesse inizio.
Kyle Brody, premiato dagli Anziani, diventa un Angelo Bianc.
Leo viene invece sottoposto ad una prova da parte degli Anziani, finalizzata a decidere se dovrà tornare ad essere uno di loro oppure se dovrà restare con la sua famiglia, come un mortale. L'amore per Piper e per i figli ha il sopravvento su tutto il resto e così, ridiventato un mortale, Leo torna a casa.
Zankou intanto, ormai libero dalla minaccia delle Incarnazioni, è deciso ad uccidere le Halliwell. Alla fine della stagione escogita un diabolico piano con cui riesce a mettere le sorelle alle strette: resuscita gli innocenti che non sono riuscite a salvare e le fa tormentare da questi, provocando loro dei sensi di colpa e mettendo in crisi la loro fiducia in se stesse e nella magia. In questo modo riesce infine a rubare il Libro delle Ombre e ad impossessarsi del Nesso.
Le sorelle capiscono che l'unica soluzione è chiudere il Nesso, in modo da chiudervi dentro anche Zankou, ma il rischio è altissimo, in quanto l'energia del Nesso durante l'incantesimo distruggerebbe tutto ciò che si trova attorno. Così, consapevoli di rischiare la morte, dopo un triste addio a Wyatt e a Chris, tornano a Villa Halliwell per riuscire ad ottenere di nuovo la fiducia del Libro e per leggere l'incantesimo che avrebbe chiuso il Nesso per sempre.
"Grazie a Prue", però, riescono a salvarsi: infatti Leo, al quale Prue anni prima aveva insegnato la proiezione astrale, insegna loro ad usare tale potere; riescono così a formulare l'incantesimo all'interno della villa con i loro corpi astrali, lasciando invece i loro corpi materiali lontano dalla grande esplosione che distrugge il Nesso e Zankou.
Dopo aver compiuto l'estremo sacrificio di chiudere il Nesso (fonte di energia per loro) e credute morte dagli agenti federali che avevano scoperto il loro segreto, come l'ispettrice Sheridan, decidono di assumere nuove identità e cambiare aspetto, in modo da vivere una vita normale lontano dalla magia e dai demoni (che a loro volta le credono morte).
Solo Darryl, grazie ad un sorriso d'intesa di Phoebe nel suo nuovo aspetto, le riconosce e capisce che si sono salvate.
Le porte di Villa Halliwell si chiudono magicamente da sole, ma alcuni hanno attribuito la chiusura delle porte a Prue, fondamentale per sconfiggere Zankou.
In questa stagione Phoebe ha avuto una breve relazione con il giornalista che l'aveva sostituita quando si era presa un periodo di congedo: Leslie St. Claire.

### Ottava stagione
Le sorelle Halliwell, sotto le nuove identità di Jenny, Julie e Jo Bennett, conducono una nuova vita; Phoebe inizia una storia con l'artista Dex Lawson. Tuttavia dare un taglio al passato e voltare pagina in realtà non è affatto semplice, poiché i demoni continuano ad attaccare gli innocenti, e le prescelte non riescono a restarsene in disparte senza intervenire; inoltre Paige, in qualità di Angelo Bianco, inizia a sentire il richiamo di una nuova protetta, la giovane strega Billie Jenkins, e va ad aiutarla. Alla fine le sorelle decidono di riprendersi le loro vere identità, così rivelano il loro segreto all'agente Murphy, il quale accetta di aiutarle e dichiara ai media che il Governo degli Stati Uniti aveva finto la morte delle Halliwell perché erano coinvolte in un caso federale.
Anche Dex viene a conoscenza che Phoebe è una strega, ma non riesce ad accettare la situazione, e la loro storia finisce. Paige invece inizia ad uscire con il giovane poliziotto Henry. Intanto Billie, iniziata ai segreti della magia dalle Halliwell e da Leo, è ormai diventata una di famiglia, e li aiuta a combattere i demoni; con l'aiuto delle sorelle si mette inoltre alla ricerca di sua sorella Christy, che era stata rapita dai demoni quando erano ancora bambine.

Ben presto la vita delle sorelle viene nuovamente sconvolta: l'Angelo del Destino rivela loro che una nuova potentissima minaccia incombe, e che quindi dovranno combattere un'altra ardua battaglia. L'Angelo inoltre porta via Leo, poiché ritiene che solo il dolore per la sua perdita darà la forza alle sorelle per affrontare tale minaccia: soltanto se riusciranno a vincere la battaglia finale Leo potrà ritornare. Così Piper e Leo sono di nuovo costretti a separarsi.
La vita sentimentale di Paige giunge invece ad una felice svolta: lei e Henry si sposano. Phoebe al contrario dopo tante storie finite male ha perso fiducia nell'amore, così gli Anziani inviano da lei, "Coop", un cupido, per aiutarla a fidarsi di nuovo e a trovare l'uomo giusto. I due finiscono però per innamorarsi.
Billie riesce finalmente a ritrovare Christy, ma non sa che è diventata malvagia e che è un'alleata della Triade, pronta a distruggere il Trio. Con l'aiuto del demone Doomain, Christy riesce a mettere sia Billie che tutta la comunità magica contro le prescelte, facendo credere che non siano più interessate a proteggere il Bene Supremo, ma che si preoccupino solo dei loro interessi personali. Le sorelle capiscono così che la tanto temuta minaccia che dovevano affrontare è rappresentata proprio da Billie e Christy, che assieme formano il Potere Supremo. Arriva pertanto il momento della battaglia finale, all'interno di villa Halliwell. Le sorelle Jenkins evocano l'enorme potere del Vuoto, così le Halliwell sono costrette a fare lo stesso: lo scontro è violentissimo, la casa esplode, e Phoebe, Paige e Christy muoiono. Piper e Billie, separatamente, cercano di tornare indietro nel tempo per impedire la morte delle rispettive sorelle. Servendosi dell'anello di Coop, Piper viaggia nel tempo, insieme a Leo e riesce a riformare il Trio grazie a sua madre e a sua nonna, e torna indietro al momento preciso della battaglia. Billie ha ormai capito che Christy è d'accordo con la Triade e decide, malgrado l'affetto che prova per la sorella, di allearsi con le Halliwell. A questo punto le sorelle e Billie vanno a cercare la Triade e riescono ad eliminarla, ma durante lo scontro Christy, ormai fuori di sé, tenta di uccidere Billie scagliandole contro una palla di fuoco, e senza volere uccide la sorella. Poiché le prescelte sono riuscite a vincere la battaglia l'Angelo del Destino riporta indietro Leo. Le sorelle, dopo otto anni di combattimento e di perdite (come quella di Prue) riescono finalmente a condurre una vita serena, piena di gioia e di amore.
La serie si conclude con le tre sorelle che scrivono sul Libro delle Ombre le proprie vicissitudini per tramandarle alle successive generazioni, e attraverso le loro parole possiamo gettare uno sguardo sul futuro: Paige, diventerà mamma di due gemelle, e successivamente lei ed Henry adotteranno un maschietto, Phoebe e Coop si sposeranno ed avranno tre figlie, mentre Piper, rimarrà nuovamente incinta di una bambina: Melinda, che lei aveva visto nel futuro in cui Prue era viva, inoltre, riuscirà ad aprire il ristorante tanto desiderato e Leo, seppur senza poteri, diventerà preside della Scuola di Magia. Nella scena finale si vede l'anziana Piper che racconta la storia del Trio alla propria nipotina, che, con il suo potere di telecinesi, chiude per l'ultima volta Casa Halliwell.

## Episodi
Streghe andò in onda negli USA dal 7 ottobre 1998 al 22 maggio 2006 su The WB. In Italia la serie fu programmata in prima assoluta dal 22 dicembre 1999 al 3 agosto 2006 su Rai 2.
| Stagione         | Episodi | Prima TV originale | Prima TV Italia |
| ---------------- | ------- | ------------------ | --------------- |
| Prima stagione   | 22      | 1998-1999          | 1999-2000       |
| Seconda stagione | 22      | 1999-2000          | 2000-2001       |
| Terza stagione   | 22      | 2000-2001          | 2001            |
| Quarta stagione  | 22      | 2001-2002          | 2002            |
| Quinta stagione  | 23      | 2002-2003          | 2003-2004       |
| Sesta stagione   | 23      | 2003-2004          | 2004-2005       |
| Settima stagione | 22      | 2004-2005          | 2005            |
| Ottava stagione  | 22      | 2005-2006          | 2006            |

## Personaggi e interpreti

### Protagoniste
- Prudence "Prue" Halliwell (stagioni 1-3), interpretata da Shannen Doherty, doppiata da Barbara Berengo Gardin.
- Piper Halliwell (stagioni 1-8), interpretata da Holly Marie Combs, doppiata da Barbara De Bortoli.
- Phoebe Halliwell (stagioni 1-8), interpretata da Alyssa Milano, doppiata da Maura Cenciarelli.
- Paige Matthews (stagioni 4-8), interpretata da Rose McGowan, doppiata da Emanuela D'Amico.

### Personaggi comprimari
- Andrew "Andy" Trudeau (stagione 1), interpretato da Ted King, doppiato da Vittorio Guerrieri.
- Darryl Morris (stagioni 1-7), interpretato da Dorian Gregory, doppiato da Christian Iansante.
- Leo Wyatt (stagioni 2-8, ricorrente stagione 1), interpretato da Brian Krause, doppiato da Massimiliano Alto.
- Dan Gordon (stagione 2), interpretato da Greg Vaughan, doppiato da Giorgio Borghetti.
- Jenny Gordon (stagione 2), interpretata da Karis Paige Bryant, doppiata da Letizia Ciampa.
- Cole Turner/Belthazor (stagioni 3-5, guest stagione 7), interpretato da Julian McMahon, doppiato da Roberto Certomà.
- Chris Halliwell (stagione 6, guest stagioni 5 e 8), interpretato da Drew Fuller, doppiato da Stefano Billi.
- Billie Jenkins (stagione 8), interpretata da Kaley Cuoco, doppiata da Domitilla D'Amico.

## Galleria di personaggi

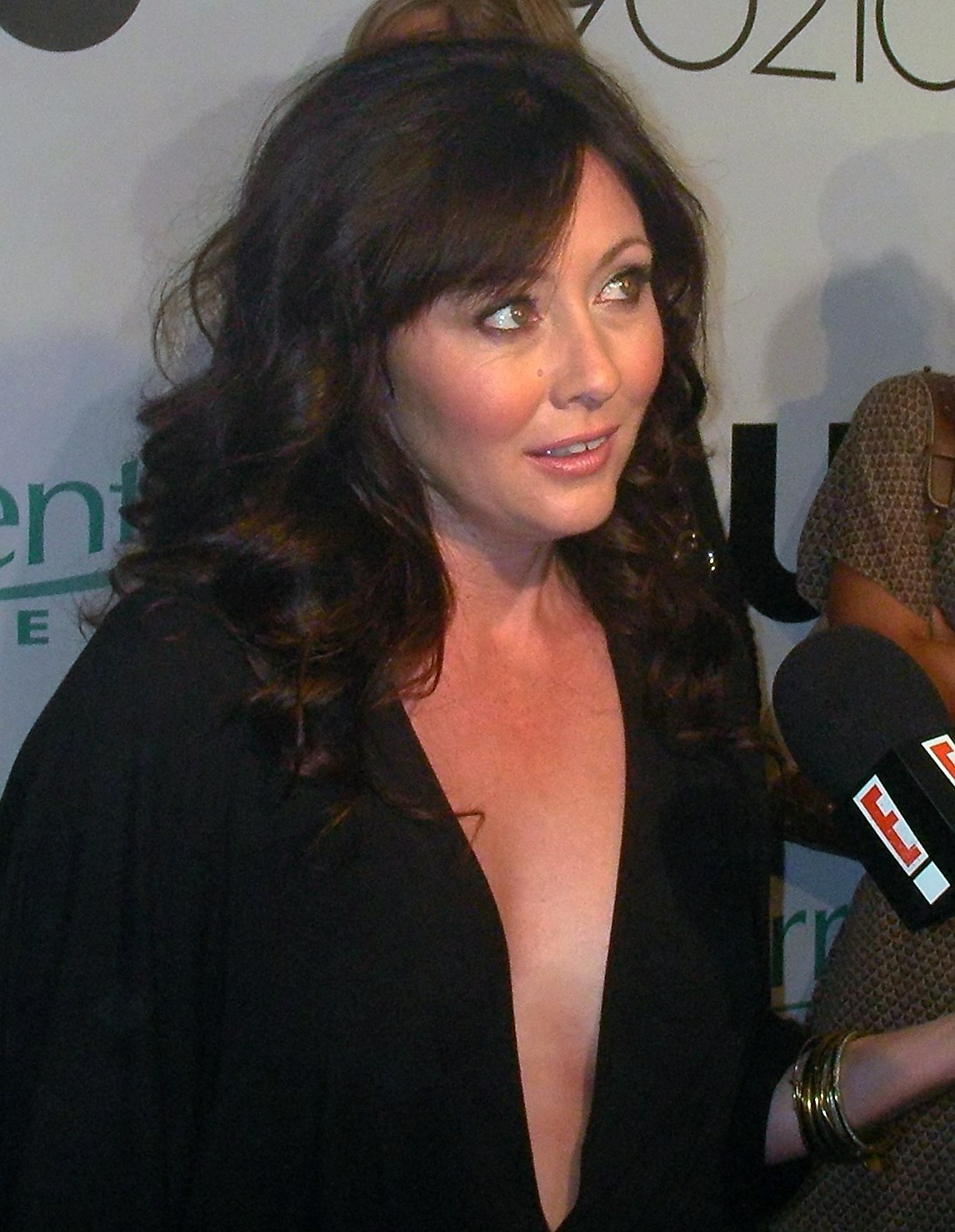
Shannen Doherty interpreta Prue Halliwell
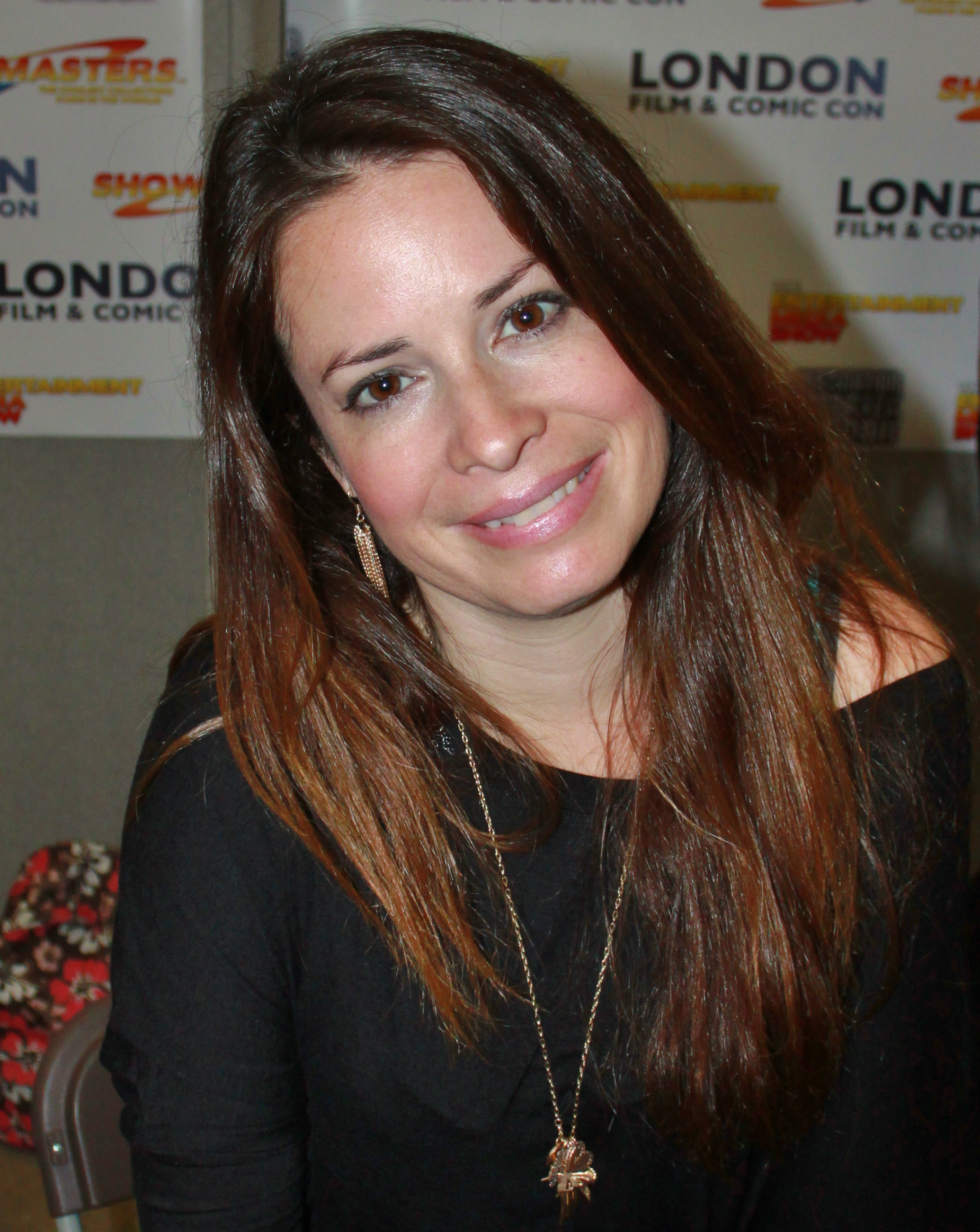
Holly Marie Combs interpreta Piper Halliwell
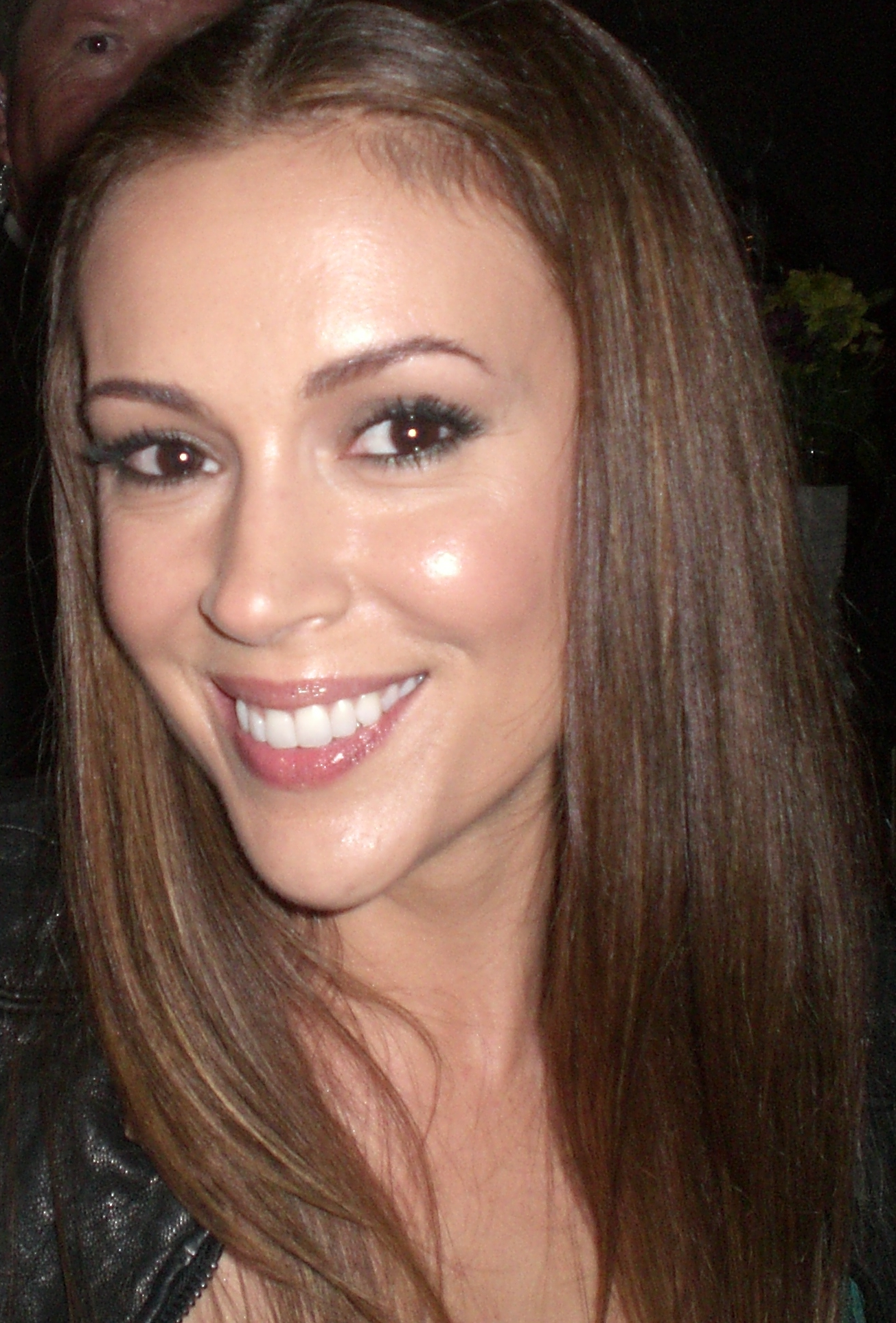
Alyssa Milano interpreta Phoebe Halliwell
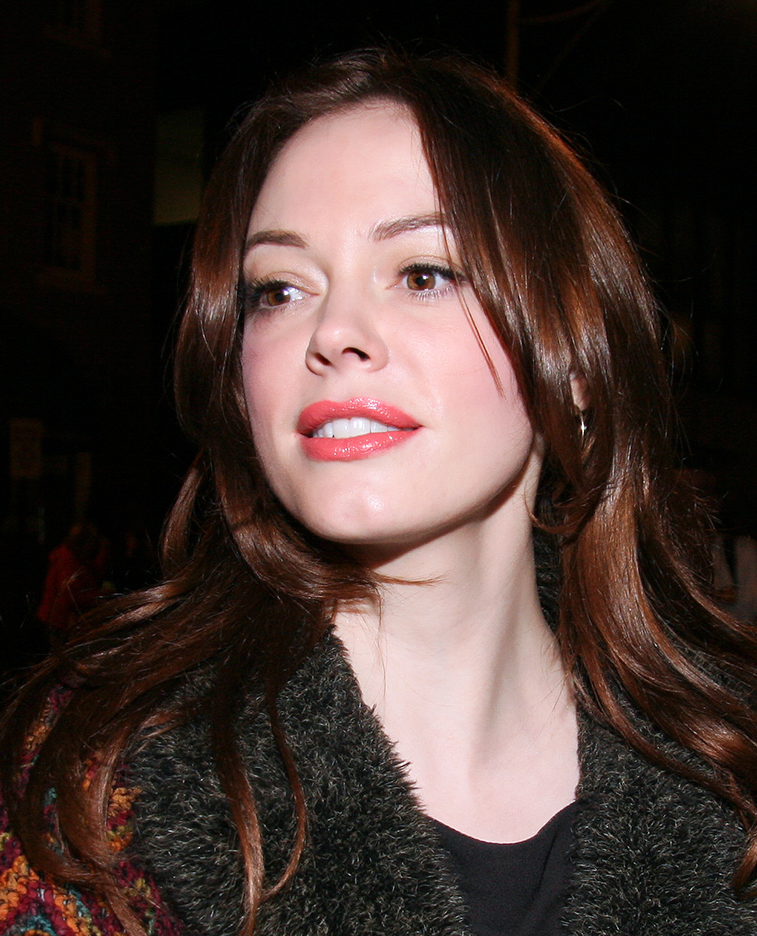
Rose McGowan interpreta Paige Matthews
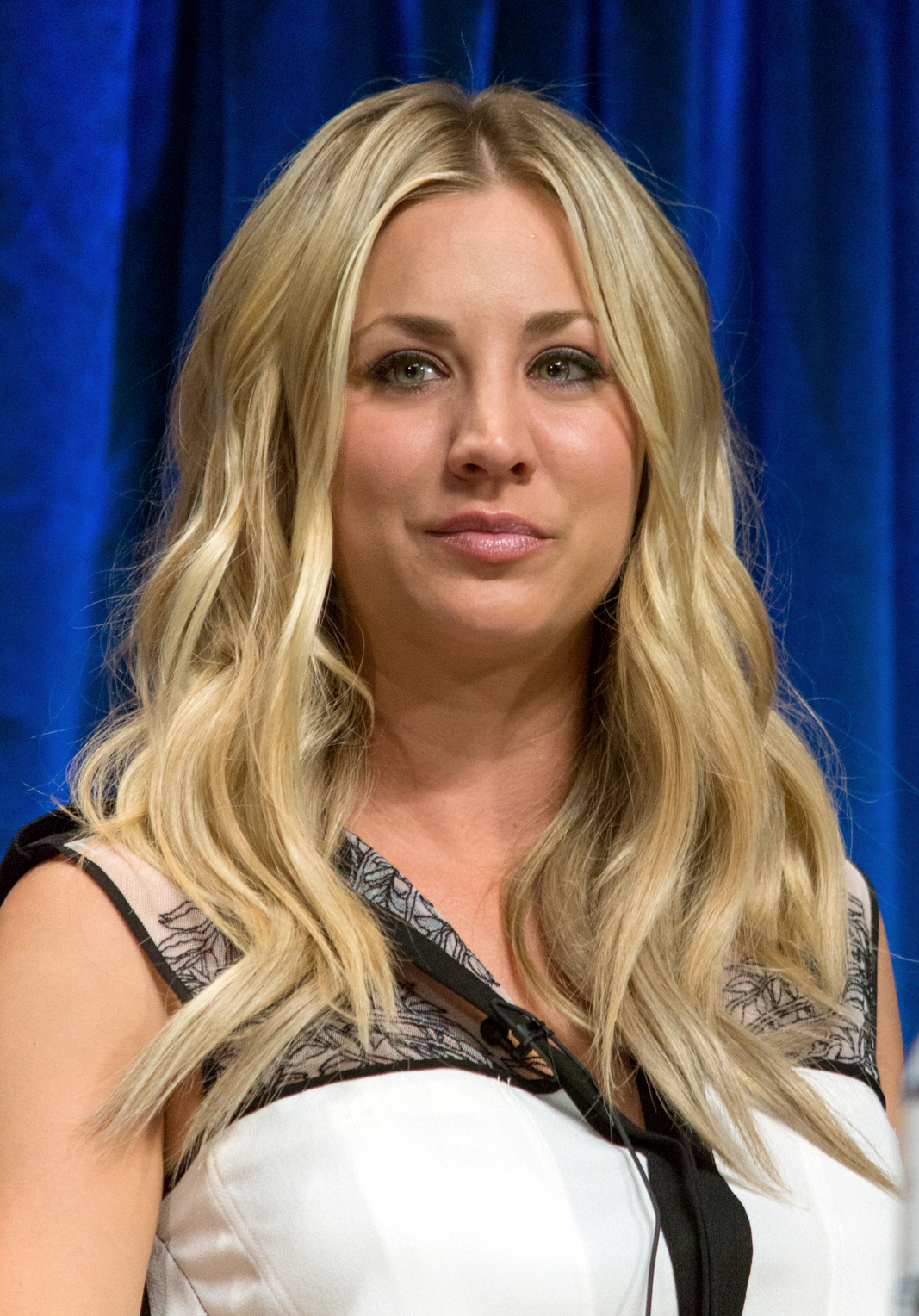
Kaley Cuoco interpreta Billie Jenkins
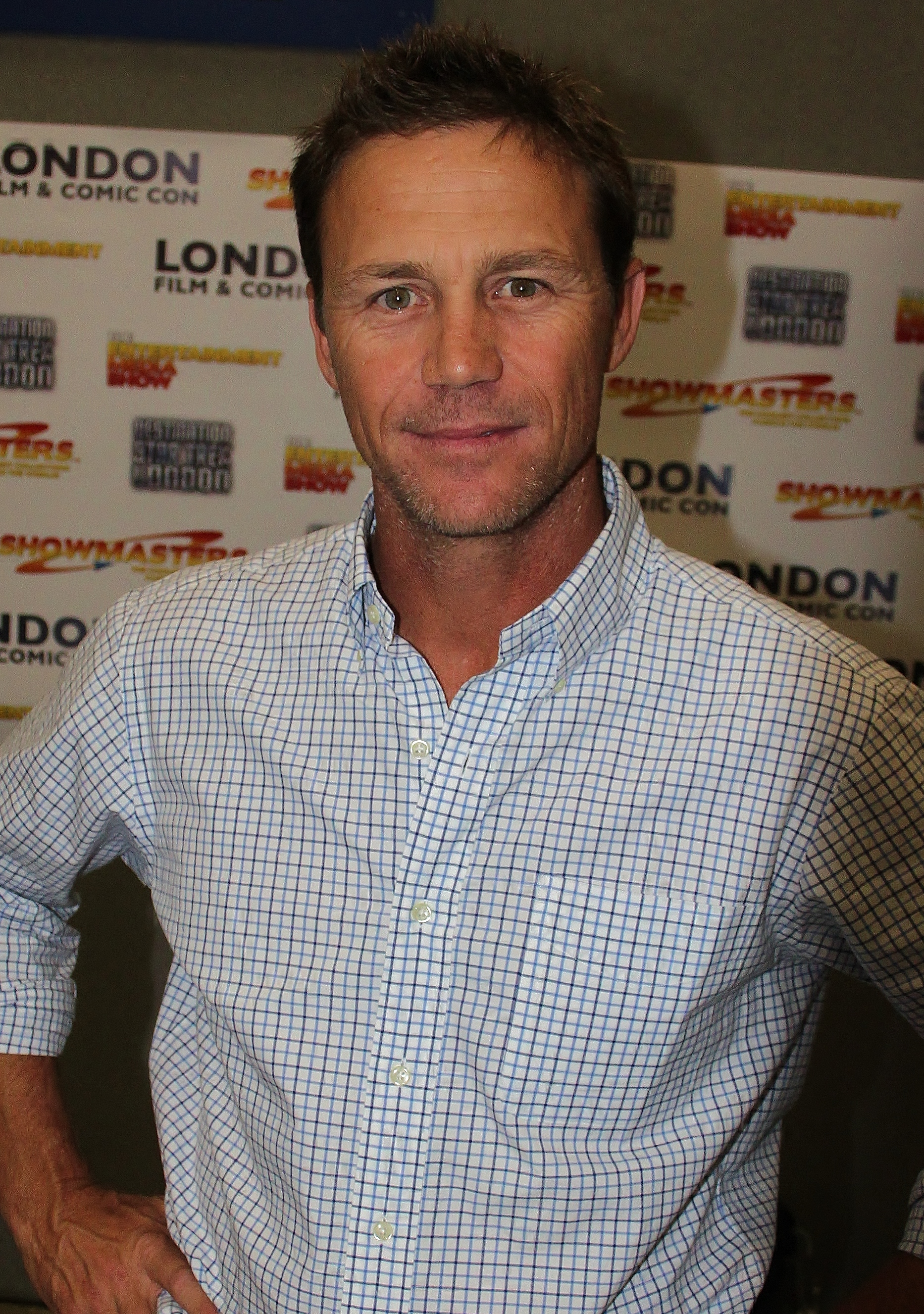
Brian Krause interpreta Leo Wyatt
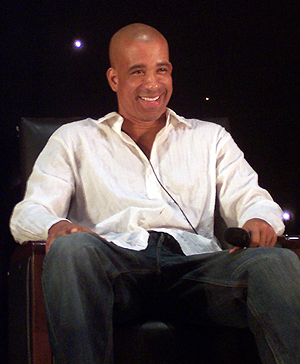
Dorian Gregory interpreta Darryl Morris
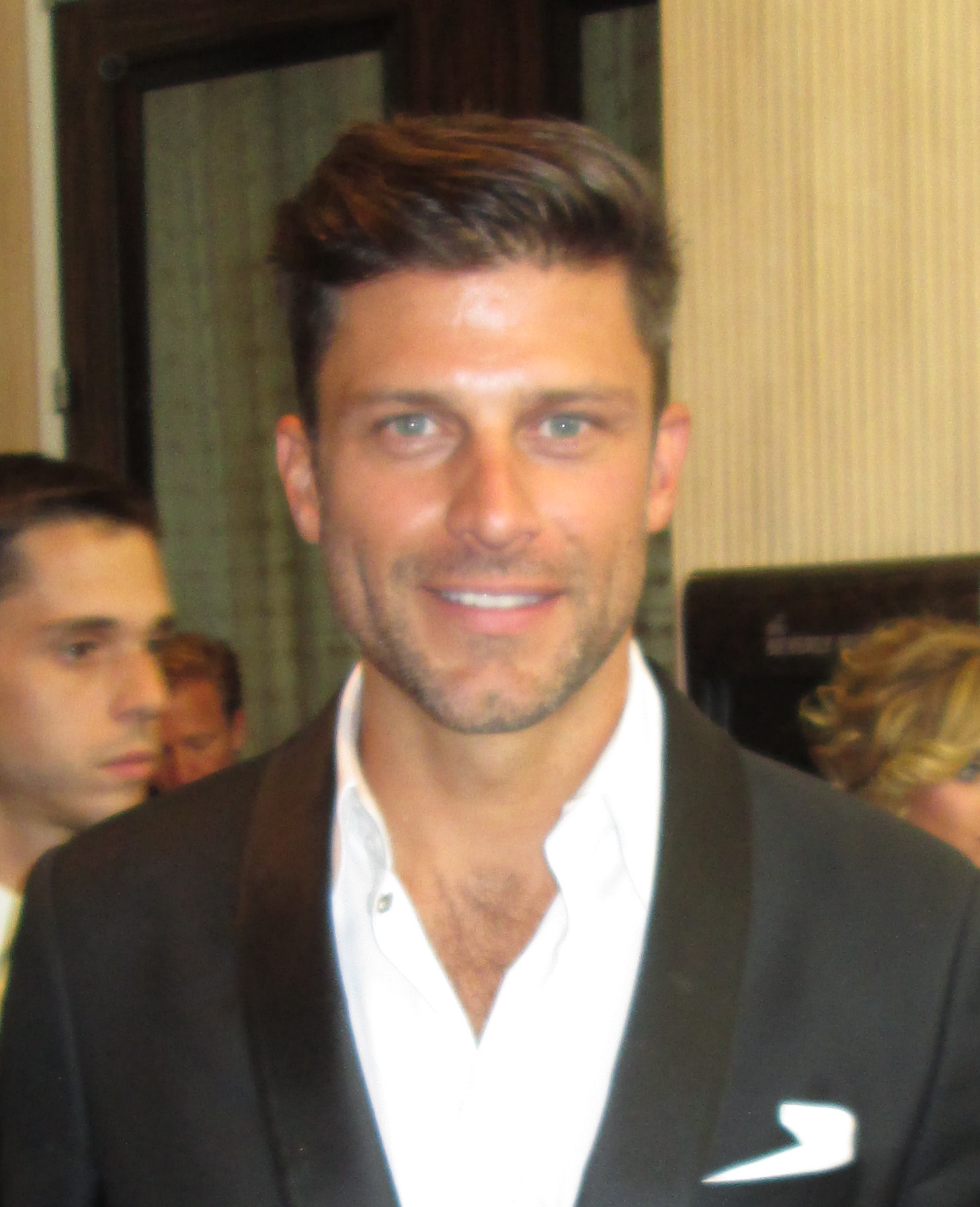
Greg Vaughan interpreta Dan Gordon
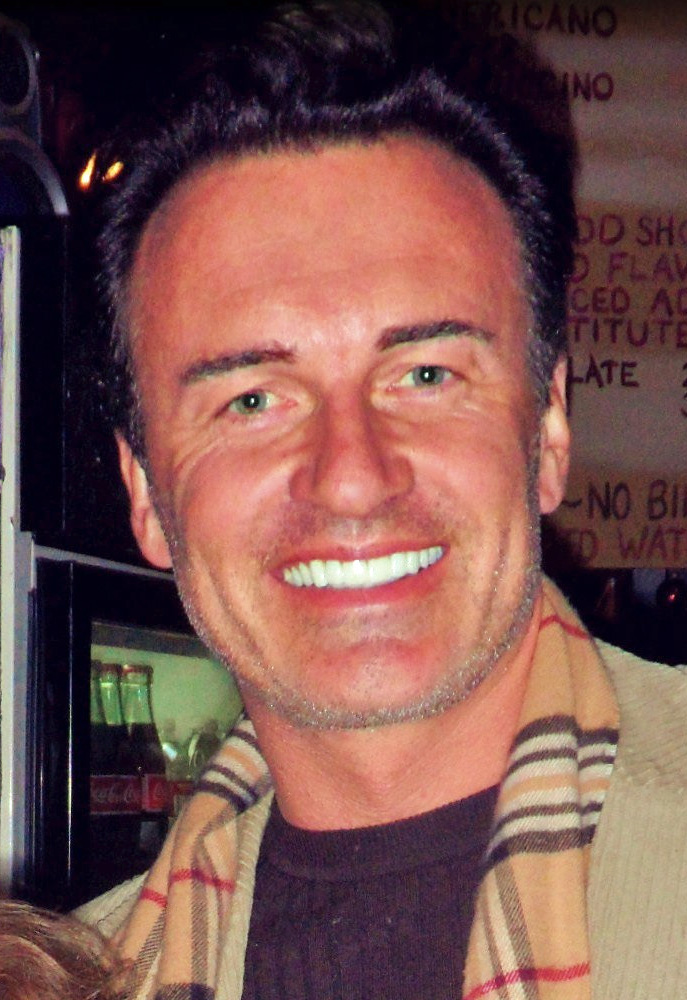
Julian McMahon interpreta Cole Turner

## Produzione

### Ideazione
Nel 1998, la Warner Brothers Television Network, in cerca di una serie drama si rivolse alla Spelling Television che aveva prodotto la serie di maggiore successo del canale (Settimo cielo). Sfruttando la popolarità delle serie che trattano il sovrannaturale, la Spelling decise di creare una serie di magia ambientata nel mondo di oggi.
Burge venne ingaggiata come creatrice della serie in quanto era sotto contratto con la Spelling Television dopo aver scritto il drama Savannah. Ella era consapevole degli stereotipi riguardanti le streghe (scope, gatti neri, cappello a punta, ecc.) ma dopo una ricerca sulla religione Wicca, cambiò la sua prospettiva e decise di narrare una storia su streghe buone che sembravano e si comportavano come gente ordinaria. All'inizio la serie doveva essere ambientata a Boston nel Massachusetts e doveva avere come protagoniste tre studentesse universitarie che si ritrovano a vivere insieme, diventano streghe ed iniziano a combattere il male. La storia originale era quindi ispirata al film Giovani streghe. Tuttavia al produttore esecutivo E. Duke Vincent non piacque questa idea, e disse alla Burge "Perché qualcuno vuole guardare un telefilm su tre streghe?" Propose che la serie fosse incentrata sui valori della famiglia e che le protagoniste fossero "tre sorelle che sono streghe, non tre streghe che sono sorelle." Di conseguenza le tre streghe divennero sorelle (che vivono a San Francisco). A Susanne Daniels, della The WB, piacque, e diede l'autorizzazione a produrre questa nuova serie. La serie venne intitolata Charmed dopo che la proposta di Spelling di chiamarla House of Sisters venne scartata. Si fecero dei provini in base ai quali vennero scelte le attrici protagoniste del telefilm: Shannen Doherty (Prue Halliwell), Holly Marie Combs (Piper) e Lori Rom (Phoebe): quest'ultima attrice lasciò la serie per "motivi personali" dopo le riprese dell'episodio pilota, e tutte le scene in cui appariva furono girate nuovamente con Alyssa Milano (l'attrice che sostituì Lori Rom nel ruolo di Phoebe) e per questo motivo presentano saltuarie incongruenze, come gli alberi davanti alla casa che a volte hanno le foglie e a volte no.
Nella prima versione dell'episodio pilota (mai trasmessa) Andy Trudeu era interpretato da Chris Boyd; il suo personaggio veniva chiamato "Detective". Il suo partner, Darryl Morris, in questa prima versione di Streghe non esisteva.
Anche Chris Boyd (come già Lori Rom) abbandonò la serie e venne sostituito da Ted King nel ruolo di Andy. Nell'estate del 1998 l'episodio pilota della serie venne trasmesso in anteprima durante gli L.A. Screenings a Los Angeles. Era presente anche il responsabile telefilm di Rai 2 Buscaglia che notò il telefilm e lo comprò.

### Le prime tre stagioni
La prima puntata di Streghe venne trasmessa il 7 ottobre 1998 sul canale The WB facendo registrare ottimi ascolti per una rete minore come la WB: fu vista infatti da oltre 7 milioni e 700 000 spettatori e diventò l'episodio pilota di un telefilm trasmesso su The WB per un breve periodo di tempo, con il maggior numero di spettatori (nel 2000 l'episodio pilota di Smallville riuscì a far meglio con un'audience di 8,40 milioni di telespettatori).
Secondo il documentario The Women of Charmed, prodotto nel 1999, la serie venne confermata per un'intera stagione dopo il successo negli ascolti dei primi due episodi. Qualche membro del cast, tra cui il compositore della serie, venne in seguito sostituito. Al termine della prima stagione la serie, grazie all'enorme successo (5,4 milioni di telespettatori, tanti per una rete minore come la WB) venne confermata per una seconda stagione.
Alla fine della terza stagione Shannen Doherty lasciò il telefilm e il suo personaggio venne fatto morire e fu sostituito da Paige, interpretata da Rose McGowan.

### Le ultime cinque stagioni
Il cast fu rinnovato con l'entrata nel cast di Rose McGowan nei panni della quarta sorella Paige, che è stata accolta caldamente dai fan (la stessa Shannen Doherty le ha fatto i complimenti per la sua interpretazione), però la quarta stagione ha visto una flessione negli ascolti in America, passando dai cinque/sei milioni di media delle prime tre stagioni ai quattro milioni di media della quarta.
Tuttavia, malgrado la piccola crisi, durante la parte finale della quarta stagione (quella in cui Phoebe sposa Cole e diventa cattiva) gli ascolti si sono rialzati a una media di 5 milioni per episodio.
Nonostante all'inizio Paige (sia il personaggio, che la relativa interprete) risultasse tra i fan e nei sondaggi la meno popolare tra le tre protagoniste, ben presto diventa molto amata dal pubblico, riuscendo a far alzare di un milione gli ascolti nelle stagioni successive tanto che l'attrice nel 2005 vince il premio come “Sorella Favorita”, ai Family Television Awards.
Prima che venisse scelta l'attrice Rose McGowan per il ruolo da protagonista in Streghe, per tutto il mese dopo l'annuncio della partenza di Shannen Doherty, si è cercato in uno straordinario cast una sostituta.
All'inizio i produttori della serie chiamarono l'attrice Jennifer Love Hewitt, abbastanza conosciuta negli Usa, per la serie Party of Five ma lei rifiutò la parte per dedicarsi esclusivamente al cinema, ma a quanto pare la magia e il soprannaturale era già nel suo destino, perché alcuni anni dopo viene scelta per il ruolo da sensitiva nella serie Ghost Whisperer.
Il primo ruolo è stato proposto, senza successo, a Tiffani-Amber Thiessen (Beverly Hills),
Eliza Dushku (Tru Calling e Buffy), Mary-Louise Parker (Weeds), Vanessa Marcil (Las Vegas) Lacey Chabert (Mean Girls), Irene Molloy (Grosse Pointe), Soleil Moon Frye (Sabrina), Rachel Blanchard (Clueless), Charisma Carpenter (Angel e Buffy) e Denise Richards (Things Wild).
In ultima analisi, c'è il nome di Rose McGowan (Scream) che rispetto a Tiffani-Amber Thiessen, la Valerie di Beverly Hills 90210 e Jennifer Love Hewitt, era meno conosciuta. Questo fa pensare che i produttori della serie cercassero un'attrice non solo brava, bella e in perfetta sintonia con le due attrici protagoniste, Alyssa Milano e Holly Marie Combs, ma anche già molto famosa, in modo tale da portare maggiori ascolti alla serie.
La quarta stagione della serie vide l'entrata in scena di Paige, figlia illegittima della madre delle Halliwell, che rimpiazzerà Prue come terza sorella nel Trio. Nel frattempo tra la terza e la quarta stagione la creatrice e produttrice esecutivo Constance M. Burge lasciò il telefilm e Brad Kern divenne il nuovo produttore esecutivo. Burge continuò a produrre altri show ma rimase come consulente creativo fino alla quarta stagione. Dopo la partenza di Burge ci fu un cambiamento della struttura della storia del telefilm; si passò dal sistema del "demone della settimana" ad archi di storia lunghi circa metà stagione. In aggiunta venne data maggiore importanza alle vite personali delle protagoniste.
La connessione seriale degli episodi culminò nella seconda metà della quarta stagione. Nonostante gli ascolti in crescita durante gli episodi finali della quarta stagione (dal 4.19 al 4.21) la The WB chiese a Brad Kern di abbandonare in futuro il sistema seriale. Questo fece sì che nella quinta stagione si ritornasse al vecchio sistema di "un demone alla settimana". Dalla sesta stagione in poi i due sistemi si alternarono. La partenza di Constance M. Burge è spesso discussa nel fandom di Streghe. Benché i motivi della sua partenza non vennero mai resi pubblici, alcune indiscrezioni (come quella secondo cui Burge se ne andò perché non era d'accordo sull'introduzione del personaggio Cole o per via del dibattito sulla struttura della storia), circolano ancora tra i fan.
Nelle prime tre stagioni il mondo magico di Streghe introdusse concetti originali come il nesso spirituale e coinvolse creature inventate appositamente per il telefilm come gli angeli bianchi e gli angeli neri e anche creature mitologiche poco conosciute come il Woogy, il Wendigo o la Banshee. Questo è probabilmente attribuibile a Constance M. Burge e a Robert Masello, l'esperto di mitologia del telefilm. Dalla quarta stagione in poi, con la comparsa di Paige e la partenza di Burge, perse parte della sua originalità introducendo creature magiche e mitologiche più note (come le ninfe, i leprecauni e i nani).
Nonostante l'assenza di Prue gli ascolti di Streghe negli Stati Uniti nella quarta, quinta e sesta stagione si mantennero buoni con oltre 4 milioni di spettatori sebbene fossero calati di circa 600.000-700.000 spettatori rispetto alla terza stagione. Con la settima stagione però gli ascolti diminuirono per via di una concorrenza molto forte. Sul network ABC andava in onda il reality seguitissimo dai giovani e campioni d'ascolti "Extreme Makeover". Ma gli ascolti seppur non gloriosi erano comunque in linea di massima di quello che una serie può fare al suo settimo anno di vita la domenica sera, raggiungendo la media stagionale di 3,5 milioni di spettatori, inoltre gli ascolti sono stati più che sufficienti per la media di ascolti che la W.B riusciva ad ottenere in quell'anno, per questo motivo si è pensato di produrre un'ottava stagione dove gli ascolti sono anche migliorati grazie ad una story line più avvincente e con l'ingresso di molti nuovi personaggi, che hanno costituito la chiave principale della stagione.
Nel frattempo la The WB decise di tagliare il budget alla serie ed a causa di ciò gli attori Brian Krause (Leo) e Dorian Gregory (Morris) non vennero inclusi nel cast nell'ottava stagione. O per lo meno, Brian Krause fu poi parzialmente reintegrato nel cast durante la stagione, apparendo però in soli 12 episodi (dopo aver recitato nei 10 iniziali, esce momentaneamente di scena, per poi ricomparire brevemente nei minuti finali del penultimo episodio e nella puntata conclusiva della stagione e dell'intera serie).
In un'intervista sull'ottavo numero di Charmed Magazine, Brad Kern ha rivelato che nell'ottava stagione, i produttori esecutivi Aaron Spelling ed E. Duke Vincent, insieme ad altri, decisero di ridurre i loro stipendi, in modo tale da mantenere alta la qualità del telefilm nonostante la riduzione del budget del 20%.
Negli ascolti la serie mantenne la media della stagione precedente (3,5 milioni) e venne cancellata nel marzo 2006 dalla The WB. Il 15 gennaio 2006, con la messa in onda dell'episodio intitolato, nell'originale statunitense, "Payback's a Witch", Streghe è tra le serie con tutti i protagonisti di sesso femminile durate più a lungo, sorpassando Laverne & Shirley ma venendo sorpassata da L'albero delle mele. L'ultimo episodio della serie, intitolato in italiano "Streghe per sempre", è andato in onda negli USA il 21 maggio 2006 ed è stato visto da 4,49 milioni di spettatori.

### Potenziale spin-off
Brad Kern, Aaron Spelling ed E. Duke Vincent svilupparono un episodio pilota di un'ora per The WB Television Network all'inizio del 2005, intitolato Mermaid (lett. Sirena). La sceneggiatura venne realizzata da Kern e il pilota venne filmato a Miami durante la settima stagione di Streghe, insieme all'episodio di Streghe La fine della magia?.
Fin dal doppio episodio iniziale della V stagione, "Una sirena di nome Phoebe", gli autori di Streghe avevano l'idea di realizzare una serie sulle sirene. La trama della serie è incentrata su una sirena, Nikki, che viene salvata da un giovane di Miami, Matt Johnson, che è un avvocato fidanzato con la figlia del suo datore di lavoro, e che non crede nella vera natura di Nikki. Ella gli dimostra di essere una sirena. Le sirene vengono da una città sommersa e hanno abilità sovrannaturali, come la superforza e l'agilità, visione notturna, empatia e altri poteri. Tuttavia esiste un'altra razza di creature evolutesi sott'acqua, e che vivono sulla terraferma, e una di queste creature, Luger, sta cacciando Nikki. Nikki, nel frattempo, trova un lavoro in un ristorante e vive con Matt e la sua compagna di stanza mentre tenta di aggiustare la sua vita, e aiuta Matt nei suoi tentativi di aiutare la gente; come sostiene il suo cacciatore Luger, le sirene proteggono gli innocenti perché è "nel loro sangue".
Durante la ricerca del cast, Kern "cercò attori a Londra e a New York e in Nuova Zelanda, Hollywood, Florida, Melbourne e Sydney" e, dopo aver intervistato circa 300 persone, scoprì "un nuovo volto fresco" nell'Australiana Nathalie Kelley a cui venne affidata la parte di Nikki. Geoff Stults avrebbe dovuto interpretare Matt, e Roger Daltrey il cattivo Eric Luger. Brandon Quinn, che successivamente interpretò l'agente della Sicurezza Nazionale Murphy in Streghe, interpretò "lo stupido migliore amico" di Matt in Mermaid.
Gli altri attori della serie dovevano essere Ana Ortiz e Beatrice Rosen che, insieme a Quinn, apparvero in alcuni episodi di Streghe.
Il pilota aveva una buona possibilità di essere promosso a una serie completa, ma quando The WB e UPN si fusero nella The CW, il network decise di non trasmettere lo show. Parlando del fallimento della serie, Kern svelò che lo studio Paramount/CBS "decise all'ultimo secondo di tagliare della metà il budget", che causò una diminuzione della qualità del pilota.

### Reboot:Streghe
Il reboot della serie Streghe è stato confermato per il 14 ottobre 2018 sul network The CW; il cast principale è composto da Sarah Jeffery, Madeleine Mantock, Melonie Diaz nel ruolo delle sorelle streghe e Rupert Evans nel ruolo dell'angelo bianco.

## Libro delle Ombre
È il libro nel quale le streghe della famiglia Halliwell di generazione in generazione hanno riportato delle informazioni sui nemici da loro affrontati, ovvero le relative caratteristiche e peculiarità, e gli incantesimi e pozioni necessari a sconfiggerli.

## Poteri dei protagonisti
Poteri comuni a tutte e quattro le sorelle:
- Potere del Trio
- Preparazione di pozioni (Piper è la più dotata)
- Formulazione di incantesimi (Phoebe è la più dotata)
- Proiezione astrale (Prue lo acquisisce prima delle altre tre streghe)
- Evocazione
- Localizzazione con il pendolo

Poteri comuni a Prudence Halliwell e Paige Matthews:
- Telecinesi (capacità di spostare e teletrasportare oggetti e persone con la forza del pensiero, tramite sguardo, gesti e parole. Paige lo utilizza in combinazione all'orbitazione)
- Levitazione telecinetica (Paige lo utilizza in combinazione all'orbitazione)
- Telerilevamento (capacità di rilevare il bene ed il male)

Poteri comuni a Prudence Halliwell e Phoebe Halliwell:
- Forza sovrumana combinata alla levitazione (per Phoebe) e alla levitazione telecinetica (per Prue)

Poteri comuni a Piper Halliwell, Phoebe Halliwell e Paige Matthews:
- Trasfigurazione

Poteri di Piper Halliwell:
- Stasi molecolare (potere bloccante)
- Accelerazione molecolare (potere esplosivo)
- Combustione Molecolare (potere di sciogliere oggetti e esseri viventi) (9 Stagione a Fumetti)

Poteri di Phoebe Halliwell:
- Premonizione (visioni del futuro)
- Retrocognizioni (visioni del passato)
- Veggenza parallela (visioni di eventi che avvengono in realtà parallele ed in altre dimensioni)
- Veggenza astrale (capacità di entrare fisicamente all'interno di una sua visione, e di stabilire un contatto ed un controllo telepatico con i protagonisti delle sue visioni)
- Levitazione (acquisisce questo potere dopo averlo desiderato e ricevuto grazie ad un genio, e successivamente le verrà donato dagli Anziani; le permette di sollevarsi in aria, stazionare e muoversi in aria, ed in alcuni casi volare, superando notevolmente il potere della levitazione telecinetica di Prue)
- Empatia (captando le emozioni altrui, anche quelle degli esseri soprannaturali, riesce ad utilizzare sul momento qualsiasi tipo di potere magico: ciò la rende la strega più forte del trio)

Poteri di Paige Matthews:
- Scudo magico (il potere difensivo più potente del Trio)
- Orbitazione (teletrasporto di se stessi con l'uso di sfere angeliche)
- Potere guaritore
- Lumocinesi (potere di creare e manipolare la luce)
- Telerilevamento angelico (capacità di sentire la chiamata di un protetto)

### Potere del Trio
Il "Potere del Trio" si riferisce alla connessione tra le tre sorelle: ogni sorella ha poteri magici individuali, che sono notevolmente più forti se combinati come "Potere del Trio". Tale potere è rappresentato dal simbolo della triquetra, che è posto sulla copertina del Libro delle Ombre.

## Gerarchia magica
Nella serie appaiono molti esseri magici buoni. I più importanti sono gli Anziani: essi stanno a capo del mondo magico buono e della gerarchia degli Angeli Bianchi, di cui fanno anche parte. Gli Angeli Bianchi sono i protettori delle streghe: ognuno di loro ha sotto la propria protezione streghe e futuri angeli bianchi. Hanno vari poteri, fra cui il potere di guarire, che però funziona solo con gli esseri umani e con le creature magiche buone.
Le streghe e gli stregoni buoni sono invece umani con poteri particolari, nati per proteggere la comunità magica buona, sconfiggere quella cattiva e impedire che il male sia manifestato sugli umani. Esistono inoltre molti altri esseri magici come i Leprecauni, le ninfe, gli Orchi, i Nani ecc. Queste creature magiche buone hanno il compito di rendere il giusto equilibrio nel mondo umano (per esempio i leprecauni gestiscono tramite l'oro degli arcobaleni la fortuna e la sfortuna).
In Streghe esistono molti esseri magici malvagi. Quelli che attaccano più frequentemente le sorelle Halliwell sono i demoni, esseri malvagi che hanno molti poteri, fra cui i più diffusi sono il teletrasporto, le sfere di energia e le palle di fuoco. Di solito risiedono nel Mondo Sotterraneo, da dove il loro leader, la Sorgente, li comanda direttamente: la Sorgente è un demone superiore che, dopo una strenua lotta per il potere, ha ucciso tutti i suoi avversari ed ha preso il comando, ottenendo maggiori poteri dopo il giuramento sul Grimoire dei demoni. Al di sotto della Sorgente, prima che Belthazor li uccidesse, stavano i tre demoni della Triade, che gestivano il mondo infernale al posto della Sorgente (che non si manifestava di frequente). Sotto la Triade vi sono i Demoni Superiori e poi tutti gli altri demoni di media o infima potenza. I Demoni hanno diversi obiettivi: uccidere un mortale, - che per le Streghe è un “innocente da salvare” - uccidere le Halliwell, che rappresentano il più potente baluardo delle forze del bene, o rubare il potente Libro delle ombre, il tutto con lo scopo di diffondere il male nel mondo e prendere il sopravvento sulla Terra. I Demoni non hanno anima e non possono provare emozioni, anche se ci sono stati alcuni demoni, come la veggente Kira (Stagione 7 - Episodio 10) o Drake (Stagione 7 - Episodi 14-15-16) che hanno chiesto a degli stregoni (come nel caso di Drake) o agli Anziani (come nel caso di Kira) di poter diventare umani per poter abbandonare una vita senza emozioni.
Esistono poi gli stregoni e le streghe cattive. Il principale obiettivo di uno stregone è quello di uccidere una strega buona e di rubarle i suoi poteri. Gli stregoni furono i nemici principali del telefilm nella prima parte della prima stagione, per poi essere sostituiti dai demoni a partire dalla seconda parte della stagione.
Altri nemici che le Halliwell devono spesso affrontare sono gli Angeli Neri, esseri magici che cacciano e uccidono gli Angeli Bianchi. Gli Angeli Neri possiedono balestre con frecce avvelenate che sono l'unica arma in grado di uccidere un Angelo Bianco, altrimenti immortale. Gli Angeli Neri cacciano anche futuri Angeli Bianchi.
Tra i nemici più potenti che sono apparsi nella serie, figurano sicuramente i Titani, benché siano apparsi solamente negli ultimi due episodi della quinta stagione: il loro potere era enormemente superiore a quello dei demoni tanto che gli Anziani per sconfiggerli hanno ceduto a degli individui da loro scelti una magia potentissima, che li ha trasformati in quelle che vennero in futuro ricordate come le divinità della mitologia greca, infatti anche gli ultimi due Titani sono stati eliminati dalle Halliwell dopo che Leo ha concesso loro (temporaneamente) lo stesso potere delle divinità.
Esistono poi esseri e forze magiche che sono al di là del bene e del male, o perché indipendenti, come nel caso delle Incarnazioni che cercano di modificare il mondo trasformandolo in Utopia, un mondo in completo equilibrio, senza demoni e senza più il bisogno delle forze del Bene, oppure perché protettori del "Grande Disegno" (ossia l'equilibrio universale), come l'Angelo della Morte (che porta via le anime di coloro che sono arrivati alla fine dei propri giorni) e gli Angeli del Destino, esseri in grado di modificare la realtà per mantenere l'eterno equilibrio, ma anche per premiare le sorelle proponendo loro la possibilità di rinunciare ai propri poteri e vivere una vita normale. Altri esseri magici neutrali sono i Pulitori, creature con il compito di "pulire" dalla realtà l'accidentale esposizione della magia ai mortali, modificando la realtà per cancellare ogni traccia nel caso le Sorelle non riuscissero a farlo. Anche il Tribunale Magico rappresenta la neutralità, in quanto formato da due Anziani e da due demoni, e può influire sui poteri delle creature magiche (priva Phoebe dei suoi poteri attivi per punirla del suo abuso di essi) e sulla realtà. Infine, un demone ed un angelo sono i due guardiani millenari del Vuoto, una fonte di potere così pericolosa da essere sigillata sia dalle forze del Bene che da quelle del male: entrambi, tuttavia, saranno uccisi dalla Sorgente per mettere le mani sul Vuoto, e non si sa se siano mai stati sostituiti.

## Luoghi
- Paradiso: luogo dove risiedono Angeli ed Anziani, ci si arriva solo tramite l'orbitazione
- Purgatorio: luogo dove i demoni non possibili da eliminare scontano la loro pena fino al ritorno sulla Terra.
- Scuola di magia: scuola magica dove viene insegnato alle streghe, agli angeli bianchi o comunque a chiunque abbia un potere buono come usare esso e come controllarlo.
- Inferi: l'inferno. È il luogo dove risiedono demoni e stregoni cattivi.
- Piano Astrale: piano magico da cui, una volta confinati, non si può mai più uscire. Vengono confinati alcuni tra i demoni eliminati.
- Dimensione dei fantasmi: dimensione a metà tra quella degli esseri umani e quella degli spiriti. È identica a quella reale solo che tutto è deserto e grigio. Serve ai neo-morti per cominciare ad adattarsi al loro nuovo stato.

## Critica
Il critico di Entertainment Weekly Karyn L. Barr, nella sua recensione retrospettiva della prima stagione, ha affermato che "per sette stagioni, le sorelle Halliwell hanno incantato i telespettatori con la loro straordinaria magia Wicca", etichettandola come un "classico cult":
(Entertainment Weekly, January 31, 2005)
Durante la prima stagione, lo scrittore EW Ken Tucker, parlando dei paragoni tra Streghe e le serie rivali, sostenne: "Con i tacchi alti dove Buffy è lesta, Streghe è un Charlie's Angels con tanto di tavola degli spiriti". Descrivendo le Halliwell come "supereroine" sottolineò che la serie "esalta i fascini separati ma ugualmente grandi delle protagoniste" e ammira il "tempismo del casting di un programma giusto al momento giusto". The Guardian concordò con la descrizione, da parte di Alyssa Milano, di Streghe come serie post-femminista, elogiandola per l'equilibrio tra azione e sentimenti in quanto le "tre sorelle streghe conoscono il pericolo, ma sono accessibilmente femminili". Durante la terza stagione, Michael Abernethy di PopMatters la definì "più piacevole della maggior parte dei telefilm del genere "Bene contro Male", principalmente grazie alla forza degli interpreti". Ha anche lodato la serie per l'uso dell'humour come metodo per creare "inaspettati cambiamenti nelle trame, più interessanti di quanto ci si possa aspettare". Il formato del "mostro della settimana" è frequente nelle prime serie, tuttavia Abernethy afferma che, nonostante questo, "gli sceneggiatori tendono a esplorare le dinamiche tra le sorelle per far sì che il telefilm non diventi ripetitivo". Christel Loar, anche lei di PopMatters, è d'accordo che "gli episodi vanno oltre la formula del demone-della-settimana concentrandosi sulle relazioni tra i personaggi e sulle loro... debolezze. Streghe... ha successo perché combina i rapporti tra sorelle con il soprannaturale". Afferma anche che il tentativo delle sorelle di vivere una vita normale, la loro ricerca di "stabilità e di autoconsapevolezza è una delle ragioni per cui Streghe colpisce così tanto il cuore dei telespettatori". Leigh H. Edwards, durante la quarta stagione, sostiene che la serie "esplora alcune grandi domande (libero arbitrio... chi comanda l'universo)", pur prestando attenzione a problemi domestici inclusi "rivalità tra sorelle, genitori assenti [e] problemi amorosi". Il critico di EW Gillian Flynn recensì la sesta stagione del telefilm affermando che "il fascino di Streghe è il suo essere conscio della propria natura: un fantasy innocente", e rendendo merito alla sua mitologia e alla caratterizzazioni delle sorelle, che "dicono 'ehi tu' a vari esseri soprannaturali e si arrabbiano per meravigliosi inconvenienti magici".
Le ultime stagioni di Streghe ricevettero recensioni meno lusinghiere. Angelica Bastien del magazine Bustle scrisse: "Il livello di Streghe è peggiorato non poco nelle ultimissime serie" in quanto il programma, dopo la morte di Prue, "ha visto affievolirsi i suoi temi principali" cioè l'essere streghe e sorelle, "concentrandosi ossessivamente su trame da telenovela e sulle relazioni sentimentali delle protagoniste". Il giornalista di BuzzFeed Jarett Wieselman scrisse una recensione simile: "In seguito all'abbandono della Doherty, Streghe è degenerato assumendo una vena assurda, per quanto spettacolare" notando come l'entrata in scena del personaggio di Rose McGowan "ha portato a tutta una serie di momenti kitsch". Nick Romano di Screen Crush scrisse: "Le trame wicca divennero ridicole e i dialoghi scadenti", specialmente nell'ottava stagione. Jon Langmead di PopMatters commentò come Streghe avesse fatto uno "scivolone" di qualità nella settima e nell'ottava stagione, sottolineando come all'ultimissima stagione mancassero elementi portanti come "un cast brillante" e "l'attenzione alle tensioni interpersonali" che invece vantavano le prime stagioni del telefilm. Langmead disapprovò l'entrata in scena di Kaley Cuoco e di Marnette Patterson nell'ottava stagione, sottolineando come la performance della Cuoco fosse "inguardabile". Ryan Keefer di DVD Verdict scrisse che Kaley Cuoco era stata una "scelta di casting scadente" da parte dei produttori, e sottolineò come la stagione conclusiva "non [fosse] in grado di replicare i fasti delle primissime stagioni".
Recensendo la stagione finale, Aubry D'Arminio di EW titolò: "UN FINALE APPROPRIATO?... Non sembra affatto così guardando le nostre sorelle stregate che sconfiggono il Male una volta per tutte". Ha anche definito l'assenza di contenuti bonus nei DVD come qualcosa di "criminale considerando che è stato il telefilm con tutti i protagonisti di sesso femminile che è durato più a lungo".

## Ascolti
L'episodio pilota del telefilm venne trasmesso su The WB il 7 ottobre 1998 e fu visto da oltre 7 milioni e 700 000 spettatori diventando l'episodio pilota di un telefilm trasmesso su The WB visto da più spettatori per un certo periodo di tempo
| Stagione | Season Première   | Season Finale  | Stagione TV | Spettatori (in milioni) |
| -------- | ----------------- | -------------- | ----------- | ----------------------- |
| 1ª       | 10 ottobre 1998   | 26 maggio 1999 | 1998-1999   | 5,5                     |
| 2ª       | 30 settembre 1999 | 18 maggio 2000 | 1999-2000   | 5,2                     |
| 3ª       | 5 ottobre 2000    | 17 maggio 2001 | 2000-2001   | 4,9                     |
| 4ª       | 4 ottobre 2001    | 16 maggio 2002 | 2001-2002   | 4,2                     |
| 5ª       | 22 settembre 2002 | 11 maggio 2003 | 2002-2003   | 4,5                     |
| 6ª       | 28 settembre 2003 | 16 maggio 2004 | 2003-2004   | 4,3                     |
| 7ª       | 12 settembre 2004 | 22 maggio 2005 | 2004-2005   | 3,5                     |
| 8ª       | 25 settembre 2005 | 21 maggio 2006 | 2005-2006   | 3,5                     |

## Adattamento italiano dei dialoghi
La serie in Italia non è censurata a livello video, tranne che per l'episodio della quinta stagione (il 99º episodio) intitolato "L'importanza di chiamarsi Phoebe" dove è stata censurata la scena che mostrava Cole in una discoteca, che avvicina a lui una spogliarellista del locale che è in realtà una trasformista, e le chiede di prendere le sembianze di Phoebe e avere atteggiamenti intimi con lui. La scena è stata censurata dalla Rai perché ritenuta troppo forte per la prima serata e per il pubblico di bambini e ragazzini che guardava lo show. Molto più consistenti sono invece le censure a livello audio. Spesso infatti i dialoghi sono stati edulcorati rimuovendo le parolacce e sostituendole con insulti meno coloriti. Per esempio spesso nella quinta stagione (versione originale) Phoebe insultava Cole chiamandolo "malefico figlio di puttana" (evil son of a bitch). Nella versione italiana invece Phoebe lo insultava dicendogli "Sei un essere spregevole". Altre volte le sorelle nella versione originale usavano espressioni come "ti ho salvato il culo" che però nella versione italiana diventava "ti ho salvato la vita".
Altre volte gli adattatori hanno alterato i dialoghi perché i personaggi dicevano delle cose poco politicamente corrette. Per esempio nel primo episodio in assoluto della serie Piper dice a Phoebe "Ho chiesto se quest'anno Prue farà sesso con qualcun altro oltre che con se stessa", mentre nella versione italiana l'"oltre che con se stessa" non è presente.
In alcuni casi gli adattatori hanno compiuto dei veri e propri errori di traduzione non assimilabili a censura ma che comunque alterano l'opera originale: per esempio nell'episodio 8x01 si dice che Paige ha un'amica di nome Glenn mentre in realtà Glenn è un uomo (nella versione DVD comunque la scena è stata ridoppiata per riparare all'errore, infatti Piper dice "c'era il tuo amico Glenn"); nell'episodio "Festa di Liceo" nella versione italiana il vecchio compagno di scuola di Prue sembra aver capito che Prue ha dei poteri (infatti dice "O, magari, tu hai un potere...." dopo che lei ha fatto cadere i palloncini con la telecinesi) mentre in realtà nella versione originale egli si spiega la caduta dei palloncini con la presenza di un poltergeist (una specie di fantasma); ed errori del genere sono presenti in molti episodi. Altro errore di traduzione è decisamente evidente nell'episodio della terza stagione quando, dopo la prima sconfitta di Cole, Piper conclude dicendo " Fino al prossimo attacco di Belthazor" ; si tratta decisamente di un errore di traduzione che non si è adattato al dialogo originale, dal momento che Cole, in forma demoniaca Belthazor era già stato sconfitto.
Inoltre spesso gli adattatori dei dialoghi, quando c'erano dei flashback di episodi precedenti, traducevano i dialoghi in modo diverso da come li avevano tradotti nell'episodio da cui sono tratti; lo stesso vale per gli incantesimi che appaiono in più episodi.

## Premi e riconoscimenti
Questa sezione contiene i premi e le nomination ai premi ricevute dal telefilm americano Streghe.

### Premi vinti
Academy of Motion Picture Arts and Sciences: 2006 Per la più lunga serie con tutte protagoniste femminili
ASCAP Award: 1999 Top Television Series, migliore telefilm per il suo compositore musicale Jay Gruska; (1999) Top Television Series, migliore telefilm per il suo compositore musicale Tim Truman
BAFTA / LA Britannia Award: 1999 Per l'eccellenza in televisione, Aaron Spelling
Cult TV Awards: 2000 Top 100 Cult TV Shows – al 44º posto nella classifica delle serie cult
Cable Guide Award (UK): 2001 Serie fantasy/fantascienza Preferita
EDGE Awards: 2003 Attestato di Merito per l'episodio "L'ispirazione" (Muse To My Ears)
Family Television Awards: (2005) Per Sorella favorita, Rose McGowan
Golden Tater Award: 2006 Per le serie tv che fanno sentire la loro mancanza: al 5º posto
Hollywood Post Alliance Awards: 2006 Outstanding Audio Post in televisione, Greg Stacy, Mark Petersen, Mike Cook, Craig Dellinger, e Jeff Clark, "Kill Billie: Vol. 2"
Producers Guild of America Award: 2000 Lifetime Achievement Award in televisione, Aaron Spelling
RATTY Awards: 2003 Miglior attrice protagonista in una serie fantasy, Holly Marie Combs
Series Magazine Awards 2005: Serie dell'anno; Miglior serie fantasy/fantascienza; Miglior attrice televisiva a Holly Marie Combs
Tubey Awards: 2006 Jennifer North Memorial Citation per La Patetica Bambola Bionda-Ossigenata più bisognosa di una overdose fatale, Billie Jenkins (Kaley Cuoco)
TV Land Award: 2005 Pioneer Award, Aaron Spelling
Young Artist Award: 2003 Miglior Performance in una serie drammatica televisiva - Guest star, Alex Black
Gran Galà del doppiaggio: 2004 Miglior Telefilm dell'anno

### Candidature
Concorso dei Telegatti (Italia):
Miglior serie TV (2000)
RATTY Awards:
- Miglior regia in una serie fantasy, John T. Kretchmer, per l'episodio Il Libro delle Ombre (Something Wicca This Way Comes) (1999)
- Miglior serie fantasy (2001)
- Miglior attrice protagonista in una serie fantasy Holly Marie Combs (2001)
- Miglior Ensemble in una serie fantasy (2001)
- Miglior attrice protagonista in una serie fantasy Holly Marie Combs (2002)
- Peggior interprete, Kaley Cuoco (2006)

Saturn Award:
- Miglior serie televisiva trasmessa da una rete (1998)
- Miglior serie televisiva trasmessa da una rete (1999)
- Miglior attrice televisiva, Shannen Doherty (1999)
- Miglior attrice televisiva, Shannen Doherty (2000)

Spacey Awards:
- Personaggio televisivo femminile preferito, Alyssa Milano (2004)

Teen Choice Award:
- Television - Choice Drama (1999)
- Television - Choice Drama (2000)
- Television - Choice Actress, Alyssa Milano (2006)

TP de Oro (Spagna)
Miglior serie straniera (Mejor Serie Straniera) (2004)
TV Guide Award:
- Serie Fantasy/Fantascienza Preferita (2000)

Hollywood Makeup Artist and Hair Stylist Guild Award:
Miglior acconciatura moderna - Televisione, episodio La musica del diavolo (The Devil's Music) (2000)
International Horror Guild:
- Miglior serie televisiva (1999)
- Miglior serie televisiva (2005)

Kids' Choice Awards:
- Attrice televisiva preferita Alyssa Milano (2005)

## Distribuzione in DVD
Tutte le otto stagioni del telefilm sono attualmente disponibili in DVD; il primo è stato pubblicato nel 2005, una volta risolte le questioni relative ai diritti d'autore delle canzoni commerciali presenti nei singoli episodi.
Sono stati pubblicati otto cofanetti, ognuno dei quali contenenti un'intera stagione della serie, suddivisa in sei dischi, con l'audio in italiano, inglese, francese, tedesco e spagnolo.
I DVD delle prime sette stagioni non contengono contenuti extra: questa carenza è dovuta al fatto che sono stati distribuiti da Paramount Pictures, la cui politica per i DVD delle serie è di inserire pochissimi (se non alcun) extra nei propri DVD.
La situazione è cambiata nel 2006, quando la Paramount è stata rilevata dalla CBS. L'ultimo cofanetto comprende infatti alcuni contenuti speciali, come interviste ad attori ed autori e documentari sulla realizzazione.
Gli extra contenuti nei DVD dell'ottava stagione sono:
- Dietro le quinte: La stesura del copione - Effetti speciali / meccanici – Il guardaroba delle attrici
- La storia di Streghe (I Parte): Genesi (che contiene anche al suo interno alcune scene dell'episodio pilota mai trasmesso) - Il potere del trio – Mitologia
- La storia di Streghe (II Parte): Ridefinire il male – Bis
- Nate per essere streghe: Un retroscena di casa Halliwell
- Streghe per sempre: La comunità di Streghe – Commenti dei fan

Nel 12º numero di Charmed magazine, Kern affermò che avrebbe voluto inserire nei DVD anche l'episodio pilota mai trasmesso (in cui Phoebe Halliwell era interpretata da Lori Rom); tuttavia questo non fu possibile a causa di problemi legali.

### Box set DVD
Dopo l'uscita singola di DVD della serie, sono incominciati ad uscire vari cofanetti, in forme e prezzi diversi in vari paesi. La prima regione, tra l'altro anche la più fortunata di tutte è stata l'Australia, dove è stata pubblicata in esclusiva un'edizione limitata il 16 novembre 2006. Questa esclusiva comprende le Stagioni 1-7 racchiuse in una copia di selezioni delle pagine originali del vero libro delle sorelle Halliwell, proprio come quello usato nella serie TV. Questa raccolta è chiamata per l'appunto “The Book of Shadows” (Il Libro delle Ombre). Ogni pagina degli episodi di ogni stagione è seguita da quella stagione di sei dischi, che si inseriscono in una pagina. Il libro contiene una pagina aggiuntiva riservata per la stagione 8 pubblicata separatamente.
Nel 2007 è stato pubblicato in esclusiva negli altri paesi, nel corso del marzo 2007, compresa l'Italia (al prezzo di oltre 450 euro) la raccolta ufficiale della serie, che comprende tutte le 8 stagione di Streghe (48 dischetti) racchiusa in uno scrigno, con tanto di cinture (simile al baule che conteneva il Libro delle Ombre), rivestito all'esterno di puro cuoio e all'interno di velluto rosso.
Nel 2008 la Paramount ha annunciato che il 21 giugno 2008 sarebbe stata pubblicata la seconda raccolta della serie completa in DVD, che è stata pubblicata nel Nord America il 18 novembre 2008. Un cofanetto è una versione regolare, e l'altro un'"edizione limitata". Entrambe le serie comprendono anche altri contenuti extra, tra cui il pilota inedito.
Il 27 ottobre 2008 è stato pubblicato nel Regno Unito una seconda scatola completa, intitolato "The Ultimate Boxset", con le stesse caratteristiche bonus come il Nord America.
Il 27 novembre 2008 l'Australia ha ricevuto due opzioni per la serie completa: la prima è un set identico al rilascio del Regno Unito, mentre l'altra edizione è lo scrigno di cuoio, con un rivestimento in velluto. Entrambe contengono le stesse caratteristiche extra.

Nel settembre 2008 anche in Italia viene pubblicata la seconda raccolta della serie completa, in una scatola nera, la stessa pubblicata anche in altri paesi. Seppur meno elegante, e più semplice rispetto allo scrigno, questa raccolta contiene un DVD in più, (con molti più extra rispetto in quelli che si trovano nella stagione 8), ed ha un prezzo molto più conveniente rispetto al primo che toccava quasi i 500 euro; infatti questa scatola costerebbe circa 270 euro, ma facendo qualche ricerca in rete si può trovare anche a poco più di 200 euro. Ed è più che conveniente visto che ogni stagione nei negozi costa circa 67 euro, a meno che non si compri in internet, allora lì i prezzi scendono a oltre la metà.
La raccolta è formata da quattro cofanetti DVD, ciascuno contenenti due stagioni e dodici dischetti, e una custodia che all'interno contiene il DVD bonus. In quasi tutti gli extra ci sono i commenti, e le curiosità dei registi, produttori, delle attrici e degli attori.
I contenuti speciali che si trovano nel 49^ DVD sono:
- Puntata pilota inedita con Lori Rom nel ruolo di Phoebe sottotitolata in italiano
- I Demoni - con commenti e curiosità degli attori che hanno impersonato “La Sorgente”, “Il Supereroe cattivo”, “Belthazor” e "Barbas"
- Il Libro delle Ombre
- Effetti Speciali
- Il Potere del Trio: Il Potere del Trio; Il Potere della Famiglia, Il Potere dell'Amore
- La regia – con commenti dei registi in riferimento agli episodi: Un libro senza fine, Una sirena di nome Phoebe, E vissero felici e contenti
- Gli uomini della serie - Cole, Drake, Leslie, Chris, Derryl, Richard, Jason, Leo, Kylie, Andy, Dan e Coop – (nella sezione dedicata a questi ultimi due ci sono anche alcuni loro commenti)
- La creazione di un mostro – vengono mostrati i passaggi per la realizzazione dell'aspetto di un demone

Nelle edizioni in DVD della Stagione 8 uscite nelle Regioni 2, 3, 4, 5 e 6 la canzone presente nella sigla "How Soon Is Now?" è stata sostituita con un brano strumentale.
| Nazione                     | Stagione e Data d'uscita                      | Stagione e Data d'uscita                         | Stagione e Data d'uscita                      | Stagione e Data d'uscita                      | Stagione e Data d'uscita | Stagione e Data d'uscita | Stagione e Data d'uscita | Stagione e Data d'uscita |
| Nazione                     | 1                                             | 2                                                | 3                                             | 4                                             | 5                        | 6                        | 7                        | 8                        |
| --------------------------- | --------------------------------------------- | ------------------------------------------------ | --------------------------------------------- | --------------------------------------------- | ------------------------ | ------------------------ | ------------------------ | ------------------------ |
| U.S.A./ Canada              | 1º febbraio 2005                              | 6 settembre 2005                                 | 15 novembre 2005                              | 28 febbraio 2006                              | 6 giugno 2006            | 17 ottobre 2006          | 6 febbraio 2007          | 11 settembre 2007        |
| UK                          | 6 giugno 2005                                 | 1º agosto 2005                                   | 3 ottobre 2005                                | 21 novembre 2005                              | 6 marzo 2006             | 3 aprile 2006            | 5 giugno 2006            | 30 aprile 2007           |
| Australia                   | 18 maggio 2005                                | 21 luglio 2005                                   | 6 settembre 2005                              | 3 novembre 2005                               | 16 febbraio 2006         | 6 aprile 2006            | 6 giugno 2006            | 13 febbraio 2007         |
| Nuova Zelanda               | 23 giugno 2005                                | 24 agosto 2005                                   | 22 settembre 2005                             | 17 novembre 2005                              | 23 marzo 2006            | 16 maggio 2006           | 22 giugno 2006           | 22 febbraio 2007         |
| Germania                    | 12 maggio 2005                                | 7 luglio 2005                                    | 1º settembre 2005                             | 10 novembre 2005                              | 6 febbraio 2006          | 6 aprile 2006            | 27 luglio 2006           | 1º febbraio 2007         |
| Francia                     | 21 aprile 2005                                | 16 giugno 2005                                   | 8 settembre 2005                              | 4 novembre 2005                               | 2 febbraio 2006          | 6 aprile 2006            | 6 luglio 2006            | 15 febbraio 2007         |
| Italia                      | 20 aprile 2005                                | 15 giugno 2005                                   | 14 settembre 2005                             | 1º dicembre 2005                              | 15 febbraio 2006         | 12 aprile 2006           | 20 settembre 2006        | 21 febbraio 2007         |
| Finlandia                   |                                               |                                                  |                                               |                                               |                          |                          | 5 luglio 2006            |                          |
| Svezia/ Norvegia/ Danimarca | 27 aprile 2005                                | 31 agosto 2005                                   | 26 ottobre 2005                               | 11 gennaio 2006                               | 22 marzo 2006            | 25 maggio 2006           | 5 luglio 2006            | 20 marzo 2007            |
| Paesi Bassi                 | 4 aprile 2005/ 22 aprile 2005                 | 16 giugno 2005                                   | 22 settembre 2005                             | 24 novembre 2005                              | 23 febbraio 2006         | 20 aprile 2006           | 22 giugno 2006           | 15 febbraio 2007         |
| Spagna                      | 18 maggio 2005                                | 29 giugno 2005                                   | 28 settembre 2005                             | 17 novembre 2005                              | 22 febbraio 2006         | 19 aprile 2006           | 26 luglio 2006           | 14 febbraio 2007         |
| Brasile                     | 4 giugno 2005                                 | 19 agosto 2005                                   | 8 novembre 2005                               | 30 gennaio 2005                               | 11 luglio 2006           | 3 ottobre 2006           | 1º dicembre 2006         |                          |
| Giappone                    | Parte 1 27 maggio 2005 Parte 2 24 giugno 2005 | Parte 1 19 agosto 2005 Parte 2 22 settembre 2005 | Parte 1 21 aprile 2006 Parte 2 26 maggio 2006 | Parte 1 23 giugno 2006 Parte 2 21 luglio 2006 |                          |                          |                          |                          |

## Romanzi
In seguito al successo della serie televisiva, vennero scritti dei romanzi sulla serie. Il primo romanzo, The Power of Three («Il Potere del Trio»), uscito il 1º novembre 1999, narrava gli avvenimenti dell'episodio pilota. Finora, sono stati pubblicati ben 40 romanzi. Le storie narrate in questi libri sono di solito inedite. Le varie opere letterarie sono state scritte da diversi scrittori, tra cui Constance M. Burge (la creatrice della serie), Diana G. Gallagher e Paul Ruditis. Il 1º gennaio 2008, è uscito, negli USA, il 41º romanzo della serie, Trickery Treat (il titolo, un gioco di parole sulla celebre espressione legata alla notte di Halloween, "Trick or Treat?" - in italiano, «Dolcetto o Scherzetto?» - è praticamente intraducibile, ma può essere approssimativamente reso come «dolcetto ingannevole»).

## Fumetti
Nel 2010 la Zenescope Entertainment ha pubblicato ufficialmente il seguito della serie in fumetti, dal titolo Charmed: season 9. La storia inizia dopo un anno e mezzo dall'ultimo episodio del telefilm. Le tre sorelle conducono una vita normale: Piper ha avuto un terzo figlio, una bimba che è stata chiamata Melinda, e sta pianificando l'apertura di un suo ristorante; Phoebe è come sempre alle riprese con la rubrica, è sposata con Coop ed ha avuto la sua prima figlia, Prudence Johanna; Paige aiuta il marito Henry con i detenuti e ha avuto due gemelle. Sfortunatamente le forze oscure sono ritornate alla carica, infatti Neena, una strega malvagia, ha intenzione di conquistare le regioni superiori, dove regnano gli Anziani. Per raggiungere l'obiettivo riporta in vita la Sorgente e altri potenti demoni. Stavolta le sorelle dovranno mettercela tutta per fronteggiare la minaccia. Ma i guai non sono finiti, difatti Rennek, un vecchio nemico di Leo, ha intenzione di sconvolgere l'universo magico. Piper, Phoebe e Paige con l'aiuto dei loro mariti e amici, cercheranno di affrontare la loro ultima minaccia, ma il Potere del Trio forse non basterà, occorrerà un potere ancora più forte. Questo le porterà a ritrovare la sorella perduta: Prue, reincarnatasi in un nuovo corpo.

## Musiche
Streghe condivide la canzone della sigla How Soon Is Now? cover della canzone originale dei The Smiths, con il film della Columbia Pictures, Giovani streghe (The Craft) del 1996; tale canzone è cantata da Richard Butler, leader del gruppo musicale Love Spit Love. La serie ha inoltre tre sigle di chiusura (di Tim Truman, J. Peter Robinson e Jay Gruska). Nelle repliche quotidiane trasmesse sulla TV via cavo USA TNT, la sigla "How Soon Is Now?" viene abbreviata a soli 5 secondi.
La canzone è stata pubblicata sull'album TV Themes: Popular Favorites, pubblicato da St. Clair record label il 6 settembre 2005, as well as its follow-up TV Themes: Sex and the City and Other Favorites, on August 30, 2005. Venne inclusa anche nell'album Your Favorite Television Themes, pubblicato da Artemis Strategic il 7 giugno 2005. La canzone viene pubblicata nella versione estesa di quattro minuti e 20 secondi.
Nelle edizioni in DVD della Stagione 8 uscite nella Regione 1 la canzone presente nella sigla "How Soon is Now?" è stata sostituita con un brano strumentale per problemi di copyright (i diritti della canzone erano scaduti).

### Colonna sonora
In totale Streghe ha avuto tre compilation contenenti le musiche, le canzoni, o i singoli degli artisti musicali che hanno fatto da colonna sonora alla serie o che si sono esibiti al P3, il nightclub delle sorelle.
Il primo cd, chiamato Charmed, the soundtrack, contiene 11 tracce musicali, e contiene anche in regalo un poster della serie.
Il secondo cd Streghe, Charmed: The Book of Shadows ne contiene 12 (di cui insieme al primo cd contiene la canzone How Soon Is Now? dei Love Spit Love, che è la colonna sonora della sigla della serie).
L'ultimo cd chiamato Charmed The Final Chapter (Streghe, Il capitolo Finale), contiene 14 tracce, dove in esclusiva nella canzone n.7 Superfabolous c'è una partecipazione straordinaria di Rose McGowan, l'attrice che interpreta la quarta sorella Paige. Questo è anche l'unico cd che stato fatto uscire in Italia nel settembre del 2006.

### Charmed: The Soundtrack(2003)
Data di pubblicazione: 23 settembre 2003
- Hot - Smash Mouth
- Danger - Third Eye Blind
- Strict Machine - Goldfrapp
- Maybe Tomorrow - Stereophonics
- Rinse - Vanessa Carlton
- I Can't Take It - Andy Stochansky
- Worn Me Down - Rachael Yamagata
- Do You Realize? - The Flaming Lips
- Rainbow In The Sky - Ziggy Marley
- How Soon Is Now? - Love Spit Love
- New Favorite Things - Balligomingo featuring Lucy Woodward

### Charmed: The Book of Shadows(2005)
Data di pubblicazione: 19 aprile 2005
- Take It Off - The Donnas
- Take A Look - Liz Phair
- Sand In My Shoes - Dido
- Fallen (Dan The Remix Automator) - Sarah McLachlan
- I Can't Make Me (Chris Lord Algo Remix) - Butterfly Boucher
- San Francisco - Vanessa Carlton
- Pieces Of Me (David Garcia e High Spies Remix) - Ashlee Simpson
- Unbroken - Missy Higgins
- Free (Swiss American Federation Club Remix) - Sarah Brightman
- I Close My Eyes - Shivaree
- Home - Zero 7
- How Soon Is Now? - Love Spit Love (UK Bonus track)

Il CD è arrivato alla posizione n.20 sulla Billboard Charts Independent. Jonathan Platt, presidente di Treadstone Records, ha detto: "Quando abbiamo selezionato i brani del nuovo soundtrack di Streghe, abbiamo voluto che ogni brano riflettesse il messaggio della serie; la potenza di tre giovani donne indipendenti e forti. Per questo motivo il Cd è composto interamente da canzoni pop – rock eseguite da giovani donne".

### Charmed: The Final Chapter(2006)
Data di pubblicazione: 9 maggio 2006
- Baby Got Going - Liz Phair
- Pinch Me - Barenaked Ladies
- Needs - Collective Soul
- Good Enough - Sarah McLachlan
- Weight Of The World - Chantal Kreviazuk
- Tears From The Moon - Conjure One feat. Sinéad O'Connor
- Superfabulous - feat BT. Rose McGowan
- Tessere - Rusted Root
- Goodbye - Natalie Imbruglia
- Stolen Car - Beth Orton
- Bell, Book & Candle - Eddi Reader
- Name Of The Game - The Crystal Method
- Satellite - Monique Brumby (UK Bonus track)
- Umilmente For Her - Unni (UK Bonus track)

## Gadget
Sono stati commercializzati molti gadget sulla serie, usciti fin dal suo debutto.
Tra i più richiesti ci sono le magliette, con tutti i suoi protagonisti maschili e femminili, ciondoli, bandane, anelli, orologi, bracciali, orecchini, piercing, fermacapelli, tazze, borse, cuscini, raccoglitori, mouse-pad, agende, calendari, penne, portachiavi, boccette sportive, copricuscini, piumini, lenzuola per il letto, figurine, teli per il mare, suonerie per cellulari, loghi e addirittura linee telefoniche che agli inizi del 2000 andavano molto di moda.
Tra i più famosi gadget oltre alla raccolta di romanzi, ci sono dei giochi da tavolo, realizzati in Francia che sono usciti anche in Italia riscuotendo un notevole successo, tra l'altro molto venduti anche in Belgio.
Da notare, però che la Francia è l'unico paese che ha pubblicato nel suo territorio i romanzi della serie, insieme al Regno Unito, oltre che le riviste ufficiali, gadget come i cuscini e le lenzuola e l'action figure dei protagonisti della serie.
Il primo gioco uscito in Italia nei primi giorni di novembre 2002 è stato
“Streghe – Il Libro delle Ombre”, che a pochi mesi di uscita, ha venduto 10 000 copie.
Il successo della serie, ha convinto alla Tilsit edizione italiana di far uscire l'anno dopo il secondo gioco da tavolo:
“Streghe – La Sorgente” ispirato alla trama della quarta stagione televisiva, con un certo successo nelle vendite.

## Trasmissione
La serie televisiva è trasmessa in ben 55 Paesi.
| Nazione        | Titolo                                                                         | Canale                                                                                 | Lingua/Doppiaggio/Sottotitoli |
| -------------- | ------------------------------------------------------------------------------ | -------------------------------------------------------------------------------------- | ----------------------------- |
| America Latina | "Embrujadas" (trad: "Stregate") o "Hechiceras" (trad: "Maghe")                 | Sony Entertainment Television                                                          | spagnolo                      |
| Argentina      | Charmed                                                                        | Sony Entertainment Television                                                          | Sottotitoli in spagnolo       |
| Austria        | “Charmed - Zauberhafte Hexen” (trad.: “Charmed - Streghe Magiche”)             | ORF1                                                                                   | tedesco                       |
| Australia      | Charmed                                                                        | TV1, Austar, Foxtel, Channel Ten                                                       | -                             |
| Belgio         | N/A                                                                            | Kanaal Twee                                                                            | francese                      |
| Danimarca      | "Heksene fra Warren Manor" (trad: "Le Streghe di Casa Warren")                 | TV3                                                                                    | Danese                        |
| Francia        | Charmed                                                                        | M6                                                                                     | francese                      |
| Germania       | “Charmed - Zauberhafte Hexen” (trad: “Charmed - Streghe Magiche”)              | ProSieben                                                                              | doppiaggio in tedesco         |
| Grecia         | Οι Μάγισσες (trad.: Le Streghe)                                                | Star Channel                                                                           | Greco                         |
| Indonesia      | Charmed                                                                        | SCTV                                                                                   | Indonesiano                   |
| Irlanda        | Charmed                                                                        | RTÉ Two                                                                                | -                             |
| Italia         | "Streghe"                                                                      | Rai 2                                                                                  | doppiaggio in italiano        |
| Malta          | Charmed                                                                        | Living TV                                                                              | -                             |
| Messico        | "Hechiceras" (trad: "Maghe")                                                   | XHGC 5                                                                                 | spagnolo                      |
| Paesi Bassi    | N/A                                                                            | NET 5                                                                                  | Olandese                      |
| Polonia        | Czarodziejki                                                                   | Polsat                                                                                 | Polacco                       |
| Filippine      | N/A                                                                            | Studio 23                                                                              | N/A                           |
| Regno Unito    | Charmed                                                                        | Terrestre: five (Stagioni 1-7), Channel 4/T4 (Stagione 8) Via cavo: Trouble, Living TV |                               |
| Russia         | "Зачарованные" (Za•cha•ROH•van•ny•ye, IPA: [zəʨɪˈrovənnɨjə]) (trad: "Charmed") | STS                                                                                    | russo                         |
| Slovenia       | "Čarovnice" (trad: "Streghe")                                                  | Kanal A                                                                                | sloveno                       |
| Spagna         | "Embrujadas" (trad: "Stregate")                                                | Telecinco, Cosmopolitan TV, Cuatro                                                     | doppiaggio in spagnolo        |
| Svezia         | N/A                                                                            | Förhäxad                                                                               | svedese                       |
| Svizzera       | "Streghe"                                                                      | RSI LA1                                                                                | doppiaggio in italiano        |
| Svizzera       | Charmed                                                                        | RSI TSR1                                                                               | doppiaggio in francese        |
| Taiwan         | 聖女魔咒 (trad: le ragazze divine e gli incanti magici)                        | AZIO TV, CTV                                                                           | cinese                        |
| Thailandia     | N/A                                                                            | True Series                                                                            | Thailandese                   |
| Turchia        | N/A                                                                            | DiziMax                                                                                | Turco                         |